# Tần (nước)
Tần (tiếng Trung: 秦; bính âm: Qin, Wade-Giles: Qin hoặc Ch'in) (900 TCN-221 TCN) là một nước chư hầu thời Xuân Thu và Chiến Quốc ở Trung Quốc. Cuối cùng nó đã lớn mạnh giữ vị trí thống trị toàn bộ các nước và lần đầu tiên thống nhất Trung Quốc, từ thời điểm này nó được gọi là Nhà Tần. Tính (họ) của vương tộc nước Tần là Doanh (嬴).

## Thời Tây Chu
Theo truyền thuyết, các quân chủ nước Tần là hậu duệ Chuyên Húc nhưng không phải ngành dọc mà là ngành ngang. Cháu gái Chuyên Húc là Nữ Tu đang ngồi dệt vải thì bỗng nhiên trên trời có con chim én bay ngang đẻ trứng, quả trứng rơi trúng miệng Nữ Tu bấy giờ đang ngẩng mặt lên há ngáp. Từ đó Nữ Tu thụ thai rồi sinh ra người con trai đặt tên là Đại Nghiệp, Đại Nghiệp còn gọi là Cao Dao lấy con gái bộ lạc Thiếu Điển là Nữ Hoa mà sinh ra Đại Phí. Đại Phí còn gọi là Bá Ích làm quan ở nước Hữu Ngu có công lớn được Đế Thuấn ban thưởng cho Diêu Khương Nữ và phong ấp Doanh ăn lộc, từ đó hậu duệ Bá Ích lấy họ Doanh.
Trước đây vua Vũ nhà Hạ định nhường ngôi cho Cao Dao là người hiền nhưng Cao Dao đã chết trước vua Vũ nên ông quyết định truyền cho con của Cao Dao là Bá Ích, khi vua Vũ mất Bá Ích chủ trì quốc tang 3 năm rồi trao lại ngôi cho con vua Vũ là Khải (có thuyết nói rằng Khải không nghe lời cha mà đoạt ngôi của Bá Ích).
Bá Ích sinh con lớn là Đại Liêm còn gọi là Điểu Tục Thị (鸟俗氏), con nhỏ Nhược Mộc còn gọi là Phí Thị (费氏). Nhược Mộc được vua Khải phong cho làm vua nước Từ.
Hậu duệ 5 đời Đại Liêm là Mạnh Hí sống dưới thời Thái Mậu Đế tức vua Trung Tông nhà Thương, em Mạnh Hí là Trung Diễn giữ chức quan trong triều đình. Hậu duệ 4 đời Trung Diễn là Nhung Tư Nhiên sống ở phía Tây đất Nhung. Con Nhung Tư Nhiên là Trung Quyết làm quan dưới thời Thương đế Ất, con Trung Quyết là Phi Liêm tiếp tục làm quan cho Thương Trụ Vương. Phi Liêm cùng với con trai trưởng là Ác Lai phò tá Thương Trụ chống lại Chu Vũ vương nên đều bị giết.
Con cháu Phi Liêm ly tán, phân thành 2 dòng chính, về sau hình thành nên tổ tiên của các quân chủ của nước Tần và nước Triệu.
Con nhỏ Phi Liêm là Quý Thắng sinh Mạnh Tăng, Mạnh Tăng sinh Hành Phụ, Hành Phụ sinh Tạo Phụ, chính là tổ tiên của Triệu thị sau này.
Ác Lai sinh Nữ Phòng, Nữ Phòng sinh Bàng Cao, Bàng Cao sinh Thái Kỷ, Thái Kỷ sinh Đại Lạc, Đại Lạc sinh Thành và Phi Tử. Phi Tử làm nghề chăn ngựa ở đất Khuyển Khâu (犬丘), được Chu Hiếu vương triệu kiến và giao cho việc cai quản nghề chăn ngựa ở vùng đất giữa 2 sông Thiên Thủy và Vị Thủy. Nhờ có thành tích, Phi Tử được Chu Hiếu vương phong cho ấp Tần, làm phụ dung cho nhà Chu.
Quyền lực của nước Tần bắt đầu tăng lên từ thời điểm Chu Bình vương (người theo danh nghĩa là vua trên toàn bộ Trung Quốc) phong tước Công cho Tần Tương công sau khi quân đội Tần tham gia bảo vệ cho vua Chu khi ông phải bỏ chạy và di chuyển kinh đô trước các cuộc tấn công của bộ tộc Khuyển Nhung phía Bắc vào năm 771 TCN.

## Thời Đông Chu

Giản đồ các nước cuối thời Xuân Thu

Giản đồ các nước thời Chiến Quốc

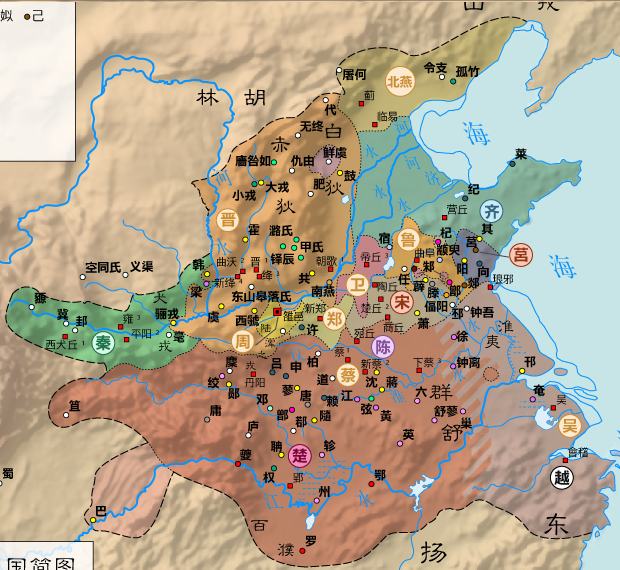
Giản đồ các nước lớn thời Xuân Thu
Tần (秦)
Tấn (晋)
Yên (北燕)
Tề (齐)
Sở (楚)
Ngô (吴)
Cử (莒)
Lỗ (鲁)
Tống (宋)
Vệ (卫)
Trịnh (郑)
Ba (巴)
Đất do thiên tử nhà Chu cai quản

Tần tiếp tục phát triển trở nên hùng mạnh hơn trong những thế kỷ tiếp sau. Các vị vua Tần thực hiện nhiều dự án nhằm thúc đẩy sự cường thịnh của quốc gia như đào các kênh tưới tiêu và xây dựng các thành quách phòng thủ kiên cố. Do lãnh địa cai trị của các vua Tần chủ yếu thuộc địa bàn các bộ tộc được cho là con cháu của tộc Nhung ở thảo nguyên và mới chỉ tiếp xúc với văn hóa nhà Chu. Những yếu tố đó khiến nó khá khác biệt so với các nước chư hầu khác ở Trung Quốc thời điểm ấy và ngay từ khi mới thành lập, Tần đã luôn đối mặt với nguy cơ đối nghịch từ mọi phía.
Sự kiện đáng chú ý nhất trong lịch sử Tần trước thế kỷ thứ 3 TCN là sự xuất hiện của Thương Ưởng. Thương Ưởng là một người tin tưởng nhiệt thành vào các triết lý hệ phái Pháp gia, mà sau này Hàn Phi Tử, một quý tộc của nước Hàn đã hệ thống thành hệ tư tưởng Pháp gia. Pháp gia cho rằng tất cả mọi người đều bình đẳng và rằng luật pháp chặt chẽ và sự trừng phạt hà khắc là cần thiết để giữ gìn trật tự xã hội. Thương Ưởng trở thành tể tướng Tần thời Tần Hiếu công và dần biến nước này trở thành một bộ máy hùng mạnh, được quản lý chặt chẽ, mục tiêu duy nhất của quá trình này là hạn chế mọi đối thủ. Thương Ưởng loại bỏ quý tộc và đưa ra một hình mẫu chế độ mới, đó là quân công huân tước điền trạch chế, chính quyền do người tài cầm đầu - chỉ những người có chiến công, thành tích mới được giữ các chức vụ cao và đặc quyền gia tộc chỉ còn được giữ duy nhất cho hoàng gia. Khi thực hiện kế hoạch này, Thương Ưởng đã khiến nhiều kẻ bất bình, và ngay sau cái chết của Tần Hiếu Công, ông phải bỏ chạy khỏi triều đình và bị giết. Tuy nhiên, những cải cách theo đường lối Pháp gia của Thương Ưởng rõ ràng đã mang lại nhiều lợi ích và những nhà vua về sau này không dại dột mà thay đổi các chính sách đó.
Một trong những kết quả dễ nhận thấy nhất của chương trình cải cách là quân sự. Trước đó, quân đội do quý tộc kiểm soát và là đội quân phong kiến. Từ thời Thương Ưởng, các vị tướng có thể xuất thân từ bất kỳ tầng lớp nào trong xã hội, chỉ cần họ có đủ tài năng. Hơn nữa, quân lính được huấn luyện tốt và có kỷ luật. Tuy nhiên, một điều cần lưu ý là quân đội Tần luôn luôn có ưu thế số lượng vượt trội và được nhà nước hậu thuẫn nhiều. Kết quả của nhiều dự án công cộng với mục tiêu thúc đẩy nông nghiệp khiến Tần có khả năng cung cấp và duy trì cho một lực lượng quân đội lên tới hơn một triệu người - một con số mà không một nước chư hầu nào khác (có lẽ trừ Sở, một nước hùng mạnh khác, về danh nghĩa vẫn là chư hầu của nhà Chu, dù đã tự xưng Vương và xem mình ngang hàng với vua Chu) có thể đạt tới. Tất cả chúng đã tạo ra những sự thay đổi to lớn; những sự biến đổi mang tính cách mạng trong phương thức tiến hành chiến tranh của Tần chỉ diễn ra ở Châu Âu vào thời Cách mạng Pháp, hai ngàn năm sau.
Có được lực lượng quân sự hùng mạnh đó, Tần dần tiêu diệt các nước chư hầu nhỏ bên cạnh và từ thời Tần Huệ Văn vương về sau, vua Tần bỏ tước Công mà xưng Vương.
Năm 260 TCN, tất cả các nước chư hầu khác nhận thấy toàn bộ tầm vóc mà các cuộc cải cách ở Tần mang lại trong phương pháp tiến hành chiến tranh. Tất cả những kiểu cách lịch sự quý tộc đã bị loại bỏ nhường chỗ cho ưu tiên về tính hiệu quả. Sau trận Trường Bình, các tướng Tần đã ra lệnh hành quyết 400.000 tù binh chiến tranh nước Triệu.
Tới giữa thế kỷ thứ 3 Tần đã bắt đầu thực hiện nhiều dự án to lớn khác khiến vị trí ưu việt của họ ngày càng được củng cố vững chắc. Nước Hàn sợ Tần mở rộng về phía Đông sẽ gây hại đến mình vì thế vua Hàn tìm cách phá hoại Tần không phải bằng quân đội, vì lực lượng quá chênh lệch, mà bằng các kỹ sư thủy lợi. Tần có khuynh hướng xây dựng những kênh đào to lớn, một ví dụ là hệ thống tưới sông Mân. Hàn bèn gửi kỹ sư Trịnh Quốc tới triều đình Tần nhằm thuyết phục vua Tần đổ các nguồn tài lực của họ vào các kênh đào còn lớn hơn nữa. Tần đồng ý xây dựng kênh, nhưng không may thay cho Hàn, kế hoạch của họ mang lại hiệu quả trái ngược. Dù nó thực sự đã làm chậm bước tiến của Tần nhưng cùng lúc ấy nó lại không thể tiêu diệt bớt nguồn tài lực của họ và cái gọi là kênh Trịnh Quốc đã hoàn thành vào năm 246 TCN, tất cả chi phí bỏ ra đã được thu về đầy đủ với một khoản lời kếch sù khác. Nhờ thế, Tần trở thành nước trù phú nhất Trung Quốc và lại có khả năng cung cấp thêm lương thực cho hàng trăm ngàn binh sĩ nữa.

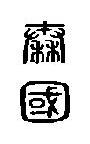
Tần Quốc
(Chữ trên con dấu, 220 TCN)

Tới thời điểm ấy, từ con số hàng ngàn, các nước chư hầu đã giảm xuống chỉ còn bảy nước lớn. Hai nước mạnh nhất là Tần và Sở. Tuy nhiên, Sở không có nhiều ưu thế, bởi vì nó không mở rộng thêm lãnh thổ được vì các nước đệm xung quanh toàn là nước mạnh. Trái lại Tần dễ dàng sáp nhập các nước chư hầu yếu xung quanh và tuy cuối cùng Sở đã thắng nước Việt vào cuối thế kỷ thứ 4, thì nước này cũng phải chịu nhiều tổn thất quân sự. Dù có những điều đó, Sở vẫn là một đối thủ tiềm tàng đối với việc phát triển quyền lực của Tần.
Hai đối thủ khác của Tần là Triệu và Hàn - cả hai đều mạnh, nhưng họ lại không bao giờ trở thành những mối đe doạ thực sự với Tần, cùng với đội quân đông đảo của họ. Hơn nữa, cái bóng của thiên tử nhà Chu trên lý thuyết vẫn còn đang cai trị Trung Hoa. Năm 256 TCN, cuối cùng vấn đề Chu trị cũng kết thúc khi Tần tiêu diệt nhà Chu. Hành động này gửi một tín hiệu rõ ràng tới các nước chư hầu kia: Tần đang có ý định thống trị Trung Quốc.
Năm 247 TCN Chính 13 tuổi đã lên ngôi vua Tần. Mười bảy năm sau, Tần vương Chính đã phát động một cuộc chiến tranh cuối cùng, nhằm giành lấy uy quyền tối cao với tất cả các chư hầu khác, bắt đầu từ nước Hàn.
Quân đội Tần dễ dàng đánh bại Hàn rồi quay sang Triệu, một đất nước đã suy yếu từ khi quân đội của họ bị tiêu diệt 30 năm trước đó trong trận Trường Bình. Triệu rơi vào tay Tần năm 228 TCN, và ngay sau đó, Nguỵ cũng bại trận. Tới lúc ấy, thắng lợi tuyệt đối của Tần đã gần kề. Tuy nhiên, vẫn còn đó một đối thủ mạnh sau cùng - nước Sở
Khi ấy, hai đội quân đông đảo nhất trong lịch sử thế giới ( cho tới tận thời điểm Cách mạng Pháp) đã lao vào trận chiến giành ngôi vị thống lĩnh Trung Quốc. Năm 223 TCN, Sở bị tiêu diệt, và việc Tần thống nhất Trung Quốc không còn tránh được nữa.
Vài tháng sau họ tiêu diệt và sáp nhập nước Yên. Khi ấy, chỉ còn lại duy nhất nước Tề, và nhận thấy tình huống của mình không còn cứu vãn được nữa, Tề đầu hàng mà không chống cự. Năm 221 TCN, một trong những năm quan trọng nhất trong lịch sử Trung Quốc, Tần vương Chính không chỉ tuyên bố mình là vua cai trị Trung Hoa mà còn lấy danh hiệu chưa từng có cho đến thời điểm bấy giờ (bắt nguồn từ các truyền thuyết về Hoàng Đế và các nhân vật thần thoại khác), Hoàng đế Trung Quốc. Ông đã đổi tên hiệu thành Thủy Hoàng Đế, có nghĩa Hoàng đế đầu tiên, và ra lệnh mọi vị vua tiếp sau của triều đại ông đều phải theo truyền thống đó, lấy danh hiệu theo thế hệ cai trị của mình, Nhị Thế, Tam Thế, cho đến muôn đời.

## Trong Đông Chu Liệt Quốc
Quá trình nhà Tần lớn mạnh được miêu tả trong truyện Đông Chu Liệt quốc khá sát với sử sách. Theo đó, khi Bình Vương thiên đô về Đông Lạc thì công lao của nước Tần rất lớn nhưng nước Tần vốn chỉ là nước phụ dung nên phải đứng sau các nước chư hầu khác như Trịnh, Vệ... do đó khi được tin quân Khuyển Nhung tiếp tục gây rối ở đất Kỳ Phong thì Bình Vương cử vua Tần đi dẹp loạn.
Sau khi dẹp loạn xong thì Bình Vương cắt đất Kỳ Phong cho nước Tần và thăng tước Bá lên tước Công cho vua Tần tức Tần Tương Công. Đất Kỳ Phong rộng hơn ngàn dặm lại là nơi phát tích nhà Chu từ đời Văn Vương nên nhiều người cho đó là điềm báo để nước Tần thay nhà Chu thống trị thiên hạ sau này.

## Biểu thời gian
- Khoảng 900 TCN: Chu Hiếu Vương phong cho Phi Tử làm quan ở đất Tần.
- 771 TCN: Tần Tương công đem quân giúp nhà Chu đánh lui Khuyển Nhung, Chu Bình Vương chính thức phong vua Tần làm chư hầu.
- 660 TCN: Tần Mục công, một trong Xuân Thu Ngũ bá lên ngôi.
- 636 TCN: Tần Mục công đem quân giúp công tử Trùng Nhĩ nước Tấn lên ngôi, tức Tấn Văn công.
- 624 TCN: Tần Mục công đích thân dẫn quân đi đánh nước Tấn, chiếm được Vương Quan (nay ở phía Tây Văn Hỷ, Sơn Tây) khiến quân Tấn sợ hãi, Mục công bèn dẫn quân Tần đi thu nhặt hài cốt của lính Tần tử trận trước kia rồi quay về.
- 623 TCN: Mục công cử đại binh tấn công Tây Nhung và giành thắng lợi lớn khiến cho 20 tiểu quốc ở đây quay sang quy phục nước Tần.
- 621 TCN: Tấn Tương công chết, Tần Khang công muốn đưa công tử Công tử Ung làm vua Tấn, vì vậy, cử một đội quân hộ tống công tử Ung về Tấn. Tuy nhiên, Triệu Thuẫn đã lập con Tấn Tương công là Di Cao lên ngôi, tức Tấn Linh công và sau đó đã cử một đội quân để ngăn chặn công tử Ung, và đánh bại quân của Tần.
- 578 TCN: Nước Tấn họp 8 nước chư hầu mang quân đánh Tần, đánh bại quân Tần ở đất Mã Toại.
- Khoảng 557 TCN Tấn đánh thắng Tần.
- 506 TCN: Ngô Hạp Lư đánh Sở, Sở Chiêu vương thua chạy sang nước Tùy. Tần Ai công phái quân giúp Sở đánh bại Ngô.
- 383 TCN: Tần Hiến công thiên đô từ Ung đến Lịch Dương.
- 364 TCN: Tần đánh bại Ngụy. Chu Hiển Vương sai sứ chúc mừng và Tần, phong cho làm bá chủ.
- 361 TCN: Tần Hiếu Công lên ngôi. Thương Ưởng từ Nguỵ đến Tần.
- 356 TCN: Thương Ưởng ban hành những luật thay đổi đầu tiên trong nước.
- 350 TCN: Thương Ưởng ban hành những luật thay đổi thứ hai trong nước.
- 336 TCN: Chu Hiển Vương trao việc tế tự Chu Văn Vương, Chu Vũ Vương cho vua Tần.
- 338 TCN: Tần Hiếu công chết, Tần Huệ Văn Vương lên ngôi và Thương Ưởng bị hành quyết.
- 324 TCN: nước Tần xưng vương.
- 316 TCN: Tần chinh phục Thục và Ba.
- 293 TCN: Tần đánh bại liên minh Nguỵ và Hàn tại trận Y Khuyết, chém 24 vạn thủ cấp.
- 260 TCN: Tần đánh tan quân Triệu trong trận Trường Bình.
- 256 TCN: Tần chinh phục nhà Chu.
- 247 TCN: Tần vương Chính, sau này là Tần Thủy Hoàng, lên ngôi.
- 230 TCN: Tần chinh phục Hàn.
- 228 TCN: Tần chinh phục hầu hết Triệu.
- 225 TCN: Tần chinh phục Nguỵ.
- 223 TCN: Tần chinh phục Sở.
- 222 TCN: Tần chinh phục hoàn toàn Triệu và Yên.
- 221 TCN: Tần chinh phục Tề, hoàn thành việc thống nhất Trung Quốc, khởi đầu nhà Tần. Vua Tần trở thành Hoàng đế Trung Hoa đầu tiên, và được biết đến với danh hiệu Tần Thủy Hoàng.

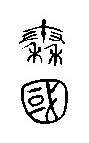
Nước Tần
(chữ trên chuông đồng, khoảng 800 TCN)

## Các vị vua
1. Tần Phi Tử (秦非子), cai trị ước khoảng từ 900 TCN tới 858 TCN. Cháu 6 đời của Ác Lai.
2. Tần hầu (秦侯), cai trị 857 TCN - 848 TCN: con trai của Phi tử
3. Tần Công Bá (公伯), cai trị 847 TCN - 845 TCN: con trai của Tần hầu
4. Tần Trọng (秦仲), cai trị 845 TCN - 822 TCN: con trai của Công Bá
5. Tần Trang công (莊公), cai trị 822 TCN - 778 TCN: con trai của Tần Trọng
6. Tần Tương công (襄公), cai trị 778 TCN - 766 TCN: con trai của Trang công[2]
7. Tần Văn công (文公), cai trị 766 TCN - 716 TCN: con trai của Tương công
8. Tần Ninh công (寧公), cai trị 715 TCN - 704 TCN: cháu nội của Văn công. Còn gọi là Tần Hiến công (憲公). Con trai cả của Văn Công chết sớm, truy phong là Tĩnh công. Ông này là cha của Ninh công.
9. Tần Xuất tử (出子), cai trị 704 TCN - 698 TCN: con trai út của Ninh công.
10. Tần Vũ công (武公), cai trị 698 TCN - 678 TCN: con trai cả của Ninh công
11. Tần Đức công (德公), cai trị 678 TCN - 676 TCN: con trai thứ của Ninh công.
12. Tần Tuyên công (宣公), cai trị 676 TCN - 664 TCN: con trai cả của Đức công.
13. Tần Thành công (成公), cai trị 664 TCN - 660 TCN: con trai thứ của Đức công.
14. Tần Mục công (穆公) Nhậm Hiếu, cai trị 659 TCN - 621 TCN: con trai út của Đức công.
15. Tần Khang công (康公): Doanh Óanh (罃), cai trị 621 TCN - 609 TCN: con trai của Mục công.
16. Tần Cung công (共公): Đạo (稻), cai trị 608 TCN - 604 TCN: con trai của Khang công.
17. Tần Hoàn công (桓公): Vinh (榮), cai trị 604 TCN - 577 TCN: con trai của Cung công.
18. Tần Cảnh Công (景公): Doanh Hậu (後), cai trị 576 TCN - 537 TCN: con trai của Hoàn công.
19. Tần Ai công (哀公), cai trị 536 TCN - 501 TCN: con trai của Cảnh Công.
20. Tần Huệ công (Xuân Thu) (惠公), cai trị 501 TCN - 491 TCN: cháu nội Ai Công. Con trai cả của Ai Công mất sớm, truy phong là Di Công. Di Công là cha của Huệ Công.
21. Tần Điệu công (悼公), cai trị 491 TCN - 477 TCN: con trai của Huệ Công.
22. Tần Lệ công (厲公): Thích (刺), cai trị 477 TCN - 443 TCN: con trai của Cảnh Công.
23. Tần Táo công (躁公), cai trị 443 TCN - 429 TCN: con trai cả của Lệ Công.
24. Tần Hoài công (懷公), cai trị 429 TCN - 425 TCN: con trai thứ của Lệ Công.
25. Tần Linh công (靈公): Túc (肅), cai trị 425 TCN - 415 TCN: cháu nội của Hoài công. Cha đẻ là Chiêu tử mất sớm.
26. Tần Giản công (簡公): Điệu Tử (悼子), cai trị 415 TCN - 400 TCN: con trai nhỏ của Hoài Công.
27. Tần Huệ công (Chiến Quốc) (惠公), cai trị 400 TCN - 387 TCN: con trai của Giản công.
28. Tần Xuất công (出公), cai trị 386 TCN - 385 TCN: con trai của Huệ Công.
29. Tần Hiến công (獻公): Sư Thấp (師隰), cai trị 385 TCN - 362 TCN: con trai của Linh công.
30. Tần Hiếu công (孝公): Cừ Lương (渠梁), cai trị 362 TCN - 338 TCN: con trai của Hiến công.
31. Tần Huệ Văn vương (惠文王), cai trị 338 TCN - 311 TCN, cũng được gọi là Huệ Vương (惠王): Doanh Tứ (嬴駟). Con trai của Tần Hiếu công. Xưng vương năm 325 TCN.
32. Tần Vũ vương (武王), cai trị 311 TCN - 307 TCN: Đảng (蕩), con Huệ Văn vương
33. Tần Chiêu Tương vương (昭襄王), cai trị 307 TCN - 250 TCN, cũng được gọi là Tắc (則 hay 稷), con thứ của Huệ Văn vương, em Vũ vương
34. Tần Hiếu Văn vương (孝文王), cai trị 250 TCN - 250 TCN: Trụ (柱), con Chiêu Tương vương
35. Tần Trang Tương vương (荘襄王), cai trị 250 TCN - 246 TCN: Tử Sở (子楚), con Hiếu Văn vương
36. Tần Thủy Hoàng (秦始皇), cai trị từ 246 TCN - 210 TCN (với tư cách vua nước Tần (秦王) tới 221 TCN, với tư cách Thủy Hoàng Đế (始皇帝) từ 221 TCN về sau): Doanh Chính (政). Con trai của Tần Trang Tương vương.
37. Tần Tử Anh (子嬰), cai trị từ giữa tháng 8 năm 207 TCN tới đầu tháng 10 năm 206 TCN.

## Thế phả các vị vua
|                                |                                |                                |                                |                                |                                |  |  |                                                    |                                                    |                                                    |                                                    |                                                    |                                                    |  |  |                                             |                                             |                                             |                                             |                                             |                                             |  |  |                                    |                                    |                                    |                                    |                                    |                                    |  |  | Tần Phi Tử                                   |                                              |                                              |                                              |                                              |                                              |  |  |                                          |                                          |                                          |                                          |                                          |                                          |  |  |                        |                        |                        |                        |                        |                        |  |  |                            |                            |                            |                            |                            |                            |  |  |                     |                     |                     |                     |                     |                     |  |  |                          |                          |                          |                          |                          |                          |  |  |  |  |  |  |  |  |  |  |  |  |  |  |  |  |  |  |  |  |
|                                |                                |                                |                                |                                |                                |  |  |                                                    |                                                    |                                                    |                                                    |                                                    |                                                    |  |  |                                             |                                             |                                             |                                             |                                             |                                             |  |  |                                    |                                    |                                    |                                    |                                    |                                    |  |  |                                              |                                              |                                              |                                              |                                              |                                              |  |  |                                          |                                          |                                          |                                          |                                          |                                          |  |  |                        |                        |                        |                        |                        |                        |  |  |                            |                            |                            |                            |                            |                            |  |  |                     |                     |                     |                     |                     |                     |  |  |                          |                          |                          |                          |                          |                          |  |  |  |  |  |  |  |  |  |  |  |  |  |  |  |  |  |  |  |  |
|                                |                                |                                |                                |                                |                                |  |  |                                                    |                                                    |                                                    |                                                    |                                                    |                                                    |  |  |                                             |                                             |                                             |                                             |                                             |                                             |  |  |                                    |                                    |                                    |                                    |                                    |                                    |  |  | Tần Hầu                                      |                                              |                                              |                                              |                                              |                                              |  |  |                                          |                                          |                                          |                                          |                                          |                                          |  |  |                        |                        |                        |                        |                        |                        |  |  |                            |                            |                            |                            |                            |                            |  |  |                     |                     |                     |                     |                     |                     |  |  |                          |                          |                          |                          |                          |                          |  |  |  |  |  |  |  |  |  |  |  |  |  |  |  |  |  |  |  |  |
|                                |                                |                                |                                |                                |                                |  |  |                                                    |                                                    |                                                    |                                                    |                                                    |                                                    |  |  |                                             |                                             |                                             |                                             |                                             |                                             |  |  |                                    |                                    |                                    |                                    |                                    |                                    |  |  |                                              |                                              |                                              |                                              |                                              |                                              |  |  |                                          |                                          |                                          |                                          |                                          |                                          |  |  |                        |                        |                        |                        |                        |                        |  |  |                            |                            |                            |                            |                            |                            |  |  |                     |                     |                     |                     |                     |                     |  |  |                          |                          |                          |                          |                          |                          |  |  |  |  |  |  |  |  |  |  |  |  |  |  |  |  |  |  |  |  |
|                                |                                |                                |                                |                                |                                |  |  |                                                    |                                                    |                                                    |                                                    |                                                    |                                                    |  |  |                                             |                                             |                                             |                                             |                                             |                                             |  |  |                                    |                                    |                                    |                                    |                                    |                                    |  |  | Tần Công Bá                                  |                                              |                                              |                                              |                                              |                                              |  |  |                                          |                                          |                                          |                                          |                                          |                                          |  |  |                        |                        |                        |                        |                        |                        |  |  |                            |                            |                            |                            |                            |                            |  |  |                     |                     |                     |                     |                     |                     |  |  |                          |                          |                          |                          |                          |                          |  |  |  |  |  |  |  |  |  |  |  |  |  |  |  |  |  |  |  |  |
|                                |                                |                                |                                |                                |                                |  |  |                                                    |                                                    |                                                    |                                                    |                                                    |                                                    |  |  |                                             |                                             |                                             |                                             |                                             |                                             |  |  |                                    |                                    |                                    |                                    |                                    |                                    |  |  |                                              |                                              |                                              |                                              |                                              |                                              |  |  |                                          |                                          |                                          |                                          |                                          |                                          |  |  |                        |                        |                        |                        |                        |                        |  |  |                            |                            |                            |                            |                            |                            |  |  |                     |                     |                     |                     |                     |                     |  |  |                          |                          |                          |                          |                          |                          |  |  |  |  |  |  |  |  |  |  |  |  |  |  |  |  |  |  |  |  |
|                                |                                |                                |                                |                                |                                |  |  |                                                    |                                                    |                                                    |                                                    |                                                    |                                                    |  |  |                                             |                                             |                                             |                                             |                                             |                                             |  |  |                                    |                                    |                                    |                                    |                                    |                                    |  |  | Tần Trọng ?-844 TCN - 822 TCN                |                                              |                                              |                                              |                                              |                                              |  |  |                                          |                                          |                                          |                                          |                                          |                                          |  |  |                        |                        |                        |                        |                        |                        |  |  |                            |                            |                            |                            |                            |                            |  |  |                     |                     |                     |                     |                     |                     |  |  |                          |                          |                          |                          |                          |                          |  |  |  |  |  |  |  |  |  |  |  |  |  |  |  |  |  |  |  |  |
|                                |                                |                                |                                |                                |                                |  |  |                                                    |                                                    |                                                    |                                                    |                                                    |                                                    |  |  |                                             |                                             |                                             |                                             |                                             |                                             |  |  |                                    |                                    |                                    |                                    |                                    |                                    |  |  |                                              |                                              |                                              |                                              |                                              |                                              |  |  |                                          |                                          |                                          |                                          |                                          |                                          |  |  |                        |                        |                        |                        |                        |                        |  |  |                            |                            |                            |                            |                            |                            |  |  |                     |                     |                     |                     |                     |                     |  |  |                          |                          |                          |                          |                          |                          |  |  |  |  |  |  |  |  |  |  |  |  |  |  |  |  |  |  |  |  |
|                                |                                |                                |                                |                                |                                |  |  |                                                    |                                                    |                                                    |                                                    |                                                    |                                                    |  |  |                                             |                                             |                                             |                                             |                                             |                                             |  |  |                                    |                                    |                                    |                                    |                                    |                                    |  |  |                                              |                                              |                                              |                                              |                                              |                                              |  |  |                                          |                                          |                                          |                                          |                                          |                                          |  |  |                        |                        |                        |                        |                        |                        |  |  |                            |                            |                            |                            |                            |                            |  |  |                     |                     |                     |                     |                     |                     |  |  |                          |                          |                          |                          |                          |                          |  |  |  |  |  |  |  |  |  |  |  |  |  |  |  |  |  |  |  |  |
|                                |                                |                                |                                |                                |                                |  |  |                                                    |                                                    |                                                    |                                                    |                                                    |                                                    |  |  |                                             |                                             |                                             |                                             |                                             |                                             |  |  |                                    |                                    |                                    |                                    |                                    |                                    |  |  | Tần Trang công ?-822 TCN - 778 TCN           | Tần Trang công ?-822 TCN - 778 TCN           | Tần Trang công ?-822 TCN - 778 TCN           | Tần Trang công ?-822 TCN - 778 TCN           | Tần Trang công ?-822 TCN - 778 TCN           | Tần Trang công ?-822 TCN - 778 TCN           |  |  | Thiếu tử Khang Lương quốc                | Thiếu tử Khang Lương quốc                | Thiếu tử Khang Lương quốc                | Thiếu tử Khang Lương quốc                | Thiếu tử Khang Lương quốc                | Thiếu tử Khang Lương quốc                |  |  |                        |                        |                        |                        |                        |                        |  |  |                            |                            |                            |                            |                            |                            |  |  |                     |                     |                     |                     |                     |                     |  |  |                          |                          |                          |                          |                          |                          |  |  |  |  |  |  |  |  |  |  |  |  |  |  |  |  |  |  |  |  |
|                                |                                |                                |                                |                                |                                |  |  |                                                    |                                                    |                                                    |                                                    |                                                    |                                                    |  |  |                                             |                                             |                                             |                                             |                                             |                                             |  |  |                                    |                                    |                                    |                                    |                                    |                                    |  |  | Tần Trang công ?-822 TCN - 778 TCN           | Tần Trang công ?-822 TCN - 778 TCN           | Tần Trang công ?-822 TCN - 778 TCN           | Tần Trang công ?-822 TCN - 778 TCN           | Tần Trang công ?-822 TCN - 778 TCN           | Tần Trang công ?-822 TCN - 778 TCN           |  |  | Thiếu tử Khang Lương quốc                | Thiếu tử Khang Lương quốc                | Thiếu tử Khang Lương quốc                | Thiếu tử Khang Lương quốc                | Thiếu tử Khang Lương quốc                | Thiếu tử Khang Lương quốc                |  |  |                        |                        |                        |                        |                        |                        |  |  |                            |                            |                            |                            |                            |                            |  |  |                     |                     |                     |                     |                     |                     |  |  |                          |                          |                          |                          |                          |                          |  |  |  |  |  |  |  |  |  |  |  |  |  |  |  |  |  |  |  |  |
|                                |                                |                                |                                |                                |                                |  |  |                                                    |                                                    |                                                    |                                                    |                                                    |                                                    |  |  |                                             |                                             |                                             |                                             |                                             |                                             |  |  |                                    |                                    |                                    |                                    |                                    |                                    |  |  |                                              |                                              |                                              |                                              |                                              |                                              |  |  |                                          |                                          |                                          |                                          |                                          |                                          |  |  |                        |                        |                        |                        |                        |                        |  |  |                            |                            |                            |                            |                            |                            |  |  |                     |                     |                     |                     |                     |                     |  |  |                          |                          |                          |                          |                          |                          |  |  |  |  |  |  |  |  |  |  |  |  |  |  |  |  |  |  |  |  |
|                                |                                |                                |                                |                                |                                |  |  |                                                    |                                                    |                                                    |                                                    |                                                    |                                                    |  |  |                                             |                                             |                                             |                                             |                                             |                                             |  |  | Thế Phụ                            | Thế Phụ                            | Thế Phụ                            | Thế Phụ                            | Thế Phụ                            | Thế Phụ                            |  |  | Tần Tương công ?-778 TCN - 766 TCN           | Tần Tương công ?-778 TCN - 766 TCN           | Tần Tương công ?-778 TCN - 766 TCN           | Tần Tương công ?-778 TCN - 766 TCN           | Tần Tương công ?-778 TCN - 766 TCN           | Tần Tương công ?-778 TCN - 766 TCN           |  |  |                                          |                                          |                                          |                                          |                                          |                                          |  |  |                        |                        |                        |                        |                        |                        |  |  |                            |                            |                            |                            |                            |                            |  |  |                     |                     |                     |                     |                     |                     |  |  |                          |                          |                          |                          |                          |                          |  |  |  |  |  |  |  |  |  |  |  |  |  |  |  |  |  |  |  |  |
|                                |                                |                                |                                |                                |                                |  |  |                                                    |                                                    |                                                    |                                                    |                                                    |                                                    |  |  |                                             |                                             |                                             |                                             |                                             |                                             |  |  | Thế Phụ                            | Thế Phụ                            | Thế Phụ                            | Thế Phụ                            | Thế Phụ                            | Thế Phụ                            |  |  | Tần Tương công ?-778 TCN - 766 TCN           | Tần Tương công ?-778 TCN - 766 TCN           | Tần Tương công ?-778 TCN - 766 TCN           | Tần Tương công ?-778 TCN - 766 TCN           | Tần Tương công ?-778 TCN - 766 TCN           | Tần Tương công ?-778 TCN - 766 TCN           |  |  |                                          |                                          |                                          |                                          |                                          |                                          |  |  |                        |                        |                        |                        |                        |                        |  |  |                            |                            |                            |                            |                            |                            |  |  |                     |                     |                     |                     |                     |                     |  |  |                          |                          |                          |                          |                          |                          |  |  |  |  |  |  |  |  |  |  |  |  |  |  |  |  |  |  |  |  |
|                                |                                |                                |                                |                                |                                |  |  |                                                    |                                                    |                                                    |                                                    |                                                    |                                                    |  |  |                                             |                                             |                                             |                                             |                                             |                                             |  |  |                                    |                                    |                                    |                                    |                                    |                                    |  |  | Tần Văn công ?-766 TCN - 716 TCN             |                                              |                                              |                                              |                                              |                                              |  |  |                                          |                                          |                                          |                                          |                                          |                                          |  |  |                        |                        |                        |                        |                        |                        |  |  |                            |                            |                            |                            |                            |                            |  |  |                     |                     |                     |                     |                     |                     |  |  |                          |                          |                          |                          |                          |                          |  |  |  |  |  |  |  |  |  |  |  |  |  |  |  |  |  |  |  |  |
|                                |                                |                                |                                |                                |                                |  |  |                                                    |                                                    |                                                    |                                                    |                                                    |                                                    |  |  |                                             |                                             |                                             |                                             |                                             |                                             |  |  |                                    |                                    |                                    |                                    |                                    |                                    |  |  |                                              |                                              |                                              |                                              |                                              |                                              |  |  |                                          |                                          |                                          |                                          |                                          |                                          |  |  |                        |                        |                        |                        |                        |                        |  |  |                            |                            |                            |                            |                            |                            |  |  |                     |                     |                     |                     |                     |                     |  |  |                          |                          |                          |                          |                          |                          |  |  |  |  |  |  |  |  |  |  |  |  |  |  |  |  |  |  |  |  |
|                                |                                |                                |                                |                                |                                |  |  |                                                    |                                                    |                                                    |                                                    |                                                    |                                                    |  |  |                                             |                                             |                                             |                                             |                                             |                                             |  |  |                                    |                                    |                                    |                                    |                                    |                                    |  |  | Tần Tĩnh công ? - 718 TCN                    |                                              |                                              |                                              |                                              |                                              |  |  |                                          |                                          |                                          |                                          |                                          |                                          |  |  |                        |                        |                        |                        |                        |                        |  |  |                            |                            |                            |                            |                            |                            |  |  |                     |                     |                     |                     |                     |                     |  |  |                          |                          |                          |                          |                          |                          |  |  |  |  |  |  |  |  |  |  |  |  |  |  |  |  |  |  |  |  |
|                                |                                |                                |                                |                                |                                |  |  |                                                    |                                                    |                                                    |                                                    |                                                    |                                                    |  |  |                                             |                                             |                                             |                                             |                                             |                                             |  |  |                                    |                                    |                                    |                                    |                                    |                                    |  |  |                                              |                                              |                                              |                                              |                                              |                                              |  |  |                                          |                                          |                                          |                                          |                                          |                                          |  |  |                        |                        |                        |                        |                        |                        |  |  |                            |                            |                            |                            |                            |                            |  |  |                     |                     |                     |                     |                     |                     |  |  |                          |                          |                          |                          |                          |                          |  |  |  |  |  |  |  |  |  |  |  |  |  |  |  |  |  |  |  |  |
|                                |                                |                                |                                |                                |                                |  |  |                                                    |                                                    |                                                    |                                                    |                                                    |                                                    |  |  |                                             |                                             |                                             |                                             |                                             |                                             |  |  |                                    |                                    |                                    |                                    |                                    |                                    |  |  | Tần Ninh công 725 TCN -716 TCN - 704 TCN     |                                              |                                              |                                              |                                              |                                              |  |  |                                          |                                          |                                          |                                          |                                          |                                          |  |  |                        |                        |                        |                        |                        |                        |  |  |                            |                            |                            |                            |                            |                            |  |  |                     |                     |                     |                     |                     |                     |  |  |                          |                          |                          |                          |                          |                          |  |  |  |  |  |  |  |  |  |  |  |  |  |  |  |  |  |  |  |  |
|                                |                                |                                |                                |                                |                                |  |  |                                                    |                                                    |                                                    |                                                    |                                                    |                                                    |  |  |                                             |                                             |                                             |                                             |                                             |                                             |  |  |                                    |                                    |                                    |                                    |                                    |                                    |  |  |                                              |                                              |                                              |                                              |                                              |                                              |  |  |                                          |                                          |                                          |                                          |                                          |                                          |  |  |                        |                        |                        |                        |                        |                        |  |  |                            |                            |                            |                            |                            |                            |  |  |                     |                     |                     |                     |                     |                     |  |  |                          |                          |                          |                          |                          |                          |  |  |  |  |  |  |  |  |  |  |  |  |  |  |  |  |  |  |  |  |
|                                |                                |                                |                                |                                |                                |  |  |                                                    |                                                    |                                                    |                                                    |                                                    |                                                    |  |  |                                             |                                             |                                             |                                             |                                             |                                             |  |  |                                    |                                    |                                    |                                    |                                    |                                    |  |  |                                              |                                              |                                              |                                              |                                              |                                              |  |  |                                          |                                          |                                          |                                          |                                          |                                          |  |  |                        |                        |                        |                        |                        |                        |  |  |                            |                            |                            |                            |                            |                            |  |  |                     |                     |                     |                     |                     |                     |  |  |                          |                          |                          |                          |                          |                          |  |  |  |  |  |  |  |  |  |  |  |  |  |  |  |  |  |  |  |  |
|                                |                                |                                |                                |                                |                                |  |  | Tần Vũ công ?-698 TCN - 678 TCN                    | Tần Vũ công ?-698 TCN - 678 TCN                    | Tần Vũ công ?-698 TCN - 678 TCN                    | Tần Vũ công ?-698 TCN - 678 TCN                    | Tần Vũ công ?-698 TCN - 678 TCN                    | Tần Vũ công ?-698 TCN - 678 TCN                    |  |  |                                             |                                             |                                             |                                             |                                             |                                             |  |  |                                    |                                    |                                    |                                    |                                    |                                    |  |  | Tần Đức công 710 TCN -678 TCN - 676 TCN      | Tần Đức công 710 TCN -678 TCN - 676 TCN      | Tần Đức công 710 TCN -678 TCN - 676 TCN      | Tần Đức công 710 TCN -678 TCN - 676 TCN      | Tần Đức công 710 TCN -678 TCN - 676 TCN      | Tần Đức công 710 TCN -678 TCN - 676 TCN      |  |  | Tần Xuất tử 708 TCN-704 TCN - 698 TCN    | Tần Xuất tử 708 TCN-704 TCN - 698 TCN    | Tần Xuất tử 708 TCN-704 TCN - 698 TCN    | Tần Xuất tử 708 TCN-704 TCN - 698 TCN    | Tần Xuất tử 708 TCN-704 TCN - 698 TCN    | Tần Xuất tử 708 TCN-704 TCN - 698 TCN    |  |  |                        |                        |                        |                        |                        |                        |  |  |                            |                            |                            |                            |                            |                            |  |  |                     |                     |                     |                     |                     |                     |  |  |                          |                          |                          |                          |                          |                          |  |  |  |  |  |  |  |  |  |  |  |  |  |  |  |  |  |  |  |  |
|                                |                                |                                |                                |                                |                                |  |  | Tần Vũ công ?-698 TCN - 678 TCN                    | Tần Vũ công ?-698 TCN - 678 TCN                    | Tần Vũ công ?-698 TCN - 678 TCN                    | Tần Vũ công ?-698 TCN - 678 TCN                    | Tần Vũ công ?-698 TCN - 678 TCN                    | Tần Vũ công ?-698 TCN - 678 TCN                    |  |  |                                             |                                             |                                             |                                             |                                             |                                             |  |  |                                    |                                    |                                    |                                    |                                    |                                    |  |  | Tần Đức công 710 TCN -678 TCN - 676 TCN      | Tần Đức công 710 TCN -678 TCN - 676 TCN      | Tần Đức công 710 TCN -678 TCN - 676 TCN      | Tần Đức công 710 TCN -678 TCN - 676 TCN      | Tần Đức công 710 TCN -678 TCN - 676 TCN      | Tần Đức công 710 TCN -678 TCN - 676 TCN      |  |  | Tần Xuất tử 708 TCN-704 TCN - 698 TCN    | Tần Xuất tử 708 TCN-704 TCN - 698 TCN    | Tần Xuất tử 708 TCN-704 TCN - 698 TCN    | Tần Xuất tử 708 TCN-704 TCN - 698 TCN    | Tần Xuất tử 708 TCN-704 TCN - 698 TCN    | Tần Xuất tử 708 TCN-704 TCN - 698 TCN    |  |  |                        |                        |                        |                        |                        |                        |  |  |                            |                            |                            |                            |                            |                            |  |  |                     |                     |                     |                     |                     |                     |  |  |                          |                          |                          |                          |                          |                          |  |  |  |  |  |  |  |  |  |  |  |  |  |  |  |  |  |  |  |  |
|                                |                                |                                |                                |                                |                                |  |  |                                                    |                                                    |                                                    |                                                    |                                                    |                                                    |  |  |                                             |                                             |                                             |                                             |                                             |                                             |  |  |                                    |                                    |                                    |                                    |                                    |                                    |  |  |                                              |                                              |                                              |                                              |                                              |                                              |  |  |                                          |                                          |                                          |                                          |                                          |                                          |  |  |                        |                        |                        |                        |                        |                        |  |  |                            |                            |                            |                            |                            |                            |  |  |                     |                     |                     |                     |                     |                     |  |  |                          |                          |                          |                          |                          |                          |  |  |  |  |  |  |  |  |  |  |  |  |  |  |  |  |  |  |  |  |
|                                |                                |                                |                                |                                |                                |  |  | Bạch                                               | Bạch                                               | Bạch                                               | Bạch                                               | Bạch                                               | Bạch                                               |  |  | Tần Tuyên công ?-676 TCN - 664 TCN          | Tần Tuyên công ?-676 TCN - 664 TCN          | Tần Tuyên công ?-676 TCN - 664 TCN          | Tần Tuyên công ?-676 TCN - 664 TCN          | Tần Tuyên công ?-676 TCN - 664 TCN          | Tần Tuyên công ?-676 TCN - 664 TCN          |  |  | Tần Thành công ?-664 TCN - 660 TCN | Tần Thành công ?-664 TCN - 660 TCN | Tần Thành công ?-664 TCN - 660 TCN | Tần Thành công ?-664 TCN - 660 TCN | Tần Thành công ?-664 TCN - 660 TCN | Tần Thành công ?-664 TCN - 660 TCN |  |  | Tần Mục công ?-660 TCN - 621 TCN             | Tần Mục công ?-660 TCN - 621 TCN             | Tần Mục công ?-660 TCN - 621 TCN             | Tần Mục công ?-660 TCN - 621 TCN             | Tần Mục công ?-660 TCN - 621 TCN             | Tần Mục công ?-660 TCN - 621 TCN             |  |  |                                          |                                          |                                          |                                          |                                          |                                          |  |  |                        |                        |                        |                        |                        |                        |  |  |                            |                            |                            |                            |                            |                            |  |  |                     |                     |                     |                     |                     |                     |  |  |                          |                          |                          |                          |                          |                          |  |  |  |  |  |  |  |  |  |  |  |  |  |  |  |  |  |  |  |  |
|                                |                                |                                |                                |                                |                                |  |  | Bạch                                               | Bạch                                               | Bạch                                               | Bạch                                               | Bạch                                               | Bạch                                               |  |  | Tần Tuyên công ?-676 TCN - 664 TCN          | Tần Tuyên công ?-676 TCN - 664 TCN          | Tần Tuyên công ?-676 TCN - 664 TCN          | Tần Tuyên công ?-676 TCN - 664 TCN          | Tần Tuyên công ?-676 TCN - 664 TCN          | Tần Tuyên công ?-676 TCN - 664 TCN          |  |  | Tần Thành công ?-664 TCN - 660 TCN | Tần Thành công ?-664 TCN - 660 TCN | Tần Thành công ?-664 TCN - 660 TCN | Tần Thành công ?-664 TCN - 660 TCN | Tần Thành công ?-664 TCN - 660 TCN | Tần Thành công ?-664 TCN - 660 TCN |  |  | Tần Mục công ?-660 TCN - 621 TCN             | Tần Mục công ?-660 TCN - 621 TCN             | Tần Mục công ?-660 TCN - 621 TCN             | Tần Mục công ?-660 TCN - 621 TCN             | Tần Mục công ?-660 TCN - 621 TCN             | Tần Mục công ?-660 TCN - 621 TCN             |  |  |                                          |                                          |                                          |                                          |                                          |                                          |  |  |                        |                        |                        |                        |                        |                        |  |  |                            |                            |                            |                            |                            |                            |  |  |                     |                     |                     |                     |                     |                     |  |  |                          |                          |                          |                          |                          |                          |  |  |  |  |  |  |  |  |  |  |  |  |  |  |  |  |  |  |  |  |
|                                |                                |                                |                                |                                |                                |  |  |                                                    |                                                    |                                                    |                                                    |                                                    |                                                    |  |  |                                             |                                             |                                             |                                             |                                             |                                             |  |  |                                    |                                    |                                    |                                    |                                    |                                    |  |  |                                              |                                              |                                              |                                              |                                              |                                              |  |  |                                          |                                          |                                          |                                          |                                          |                                          |  |  |                        |                        |                        |                        |                        |                        |  |  |                            |                            |                            |                            |                            |                            |  |  |                     |                     |                     |                     |                     |                     |  |  |                          |                          |                          |                          |                          |                          |  |  |  |  |  |  |  |  |  |  |  |  |  |  |  |  |  |  |  |  |
|                                |                                |                                |                                |                                |                                |  |  |                                                    |                                                    |                                                    |                                                    |                                                    |                                                    |  |  |                                             |                                             |                                             |                                             |                                             |                                             |  |  |                                    |                                    |                                    |                                    |                                    |                                    |  |  | Tần Khang công ?-621 TCN - 605 TCN           | Tần Khang công ?-621 TCN - 605 TCN           | Tần Khang công ?-621 TCN - 605 TCN           | Tần Khang công ?-621 TCN - 605 TCN           | Tần Khang công ?-621 TCN - 605 TCN           | Tần Khang công ?-621 TCN - 605 TCN           |  |  | Công tử Hoằng                            | Công tử Hoằng                            | Công tử Hoằng                            | Công tử Hoằng                            | Công tử Hoằng                            | Công tử Hoằng                            |  |  | Tiểu tử Ngấn           | Tiểu tử Ngấn           | Tiểu tử Ngấn           | Tiểu tử Ngấn           | Tiểu tử Ngấn           | Tiểu tử Ngấn           |  |  |                            |                            |                            |                            |                            |                            |  |  |                     |                     |                     |                     |                     |                     |  |  |                          |                          |                          |                          |                          |                          |  |  |  |  |  |  |  |  |  |  |  |  |  |  |  |  |  |  |  |  |
|                                |                                |                                |                                |                                |                                |  |  |                                                    |                                                    |                                                    |                                                    |                                                    |                                                    |  |  |                                             |                                             |                                             |                                             |                                             |                                             |  |  |                                    |                                    |                                    |                                    |                                    |                                    |  |  | Tần Khang công ?-621 TCN - 605 TCN           | Tần Khang công ?-621 TCN - 605 TCN           | Tần Khang công ?-621 TCN - 605 TCN           | Tần Khang công ?-621 TCN - 605 TCN           | Tần Khang công ?-621 TCN - 605 TCN           | Tần Khang công ?-621 TCN - 605 TCN           |  |  | Công tử Hoằng                            | Công tử Hoằng                            | Công tử Hoằng                            | Công tử Hoằng                            | Công tử Hoằng                            | Công tử Hoằng                            |  |  | Tiểu tử Ngấn           | Tiểu tử Ngấn           | Tiểu tử Ngấn           | Tiểu tử Ngấn           | Tiểu tử Ngấn           | Tiểu tử Ngấn           |  |  |                            |                            |                            |                            |                            |                            |  |  |                     |                     |                     |                     |                     |                     |  |  |                          |                          |                          |                          |                          |                          |  |  |  |  |  |  |  |  |  |  |  |  |  |  |  |  |  |  |  |  |
|                                |                                |                                |                                |                                |                                |  |  |                                                    |                                                    |                                                    |                                                    |                                                    |                                                    |  |  |                                             |                                             |                                             |                                             |                                             |                                             |  |  |                                    |                                    |                                    |                                    |                                    |                                    |  |  | Tần Cung công ?-609 TCN - 605 TCN            |                                              |                                              |                                              |                                              |                                              |  |  |                                          |                                          |                                          |                                          |                                          |                                          |  |  |                        |                        |                        |                        |                        |                        |  |  |                            |                            |                            |                            |                            |                            |  |  |                     |                     |                     |                     |                     |                     |  |  |                          |                          |                          |                          |                          |                          |  |  |  |  |  |  |  |  |  |  |  |  |  |  |  |  |  |  |  |  |
|                                |                                |                                |                                |                                |                                |  |  |                                                    |                                                    |                                                    |                                                    |                                                    |                                                    |  |  |                                             |                                             |                                             |                                             |                                             |                                             |  |  |                                    |                                    |                                    |                                    |                                    |                                    |  |  |                                              |                                              |                                              |                                              |                                              |                                              |  |  |                                          |                                          |                                          |                                          |                                          |                                          |  |  |                        |                        |                        |                        |                        |                        |  |  |                            |                            |                            |                            |                            |                            |  |  |                     |                     |                     |                     |                     |                     |  |  |                          |                          |                          |                          |                          |                          |  |  |  |  |  |  |  |  |  |  |  |  |  |  |  |  |  |  |  |  |
|                                |                                |                                |                                |                                |                                |  |  |                                                    |                                                    |                                                    |                                                    |                                                    |                                                    |  |  |                                             |                                             |                                             |                                             |                                             |                                             |  |  |                                    |                                    |                                    |                                    |                                    |                                    |  |  | Tần Hoàn công ?-605 TCN - 577 TCN            |                                              |                                              |                                              |                                              |                                              |  |  |                                          |                                          |                                          |                                          |                                          |                                          |  |  |                        |                        |                        |                        |                        |                        |  |  |                            |                            |                            |                            |                            |                            |  |  |                     |                     |                     |                     |                     |                     |  |  |                          |                          |                          |                          |                          |                          |  |  |  |  |  |  |  |  |  |  |  |  |  |  |  |  |  |  |  |  |
|                                |                                |                                |                                |                                |                                |  |  |                                                    |                                                    |                                                    |                                                    |                                                    |                                                    |  |  |                                             |                                             |                                             |                                             |                                             |                                             |  |  |                                    |                                    |                                    |                                    |                                    |                                    |  |  |                                              |                                              |                                              |                                              |                                              |                                              |  |  |                                          |                                          |                                          |                                          |                                          |                                          |  |  |                        |                        |                        |                        |                        |                        |  |  |                            |                            |                            |                            |                            |                            |  |  |                     |                     |                     |                     |                     |                     |  |  |                          |                          |                          |                          |                          |                          |  |  |  |  |  |  |  |  |  |  |  |  |  |  |  |  |  |  |  |  |
|                                |                                |                                |                                |                                |                                |  |  |                                                    |                                                    |                                                    |                                                    |                                                    |                                                    |  |  |                                             |                                             |                                             |                                             |                                             |                                             |  |  |                                    |                                    |                                    |                                    |                                    |                                    |  |  |                                              |                                              |                                              |                                              |                                              |                                              |  |  |                                          |                                          |                                          |                                          |                                          |                                          |  |  |                        |                        |                        |                        |                        |                        |  |  |                            |                            |                            |                            |                            |                            |  |  |                     |                     |                     |                     |                     |                     |  |  |                          |                          |                          |                          |                          |                          |  |  |  |  |  |  |  |  |  |  |  |  |  |  |  |  |  |  |  |  |
|                                |                                |                                |                                |                                |                                |  |  |                                                    |                                                    |                                                    |                                                    |                                                    |                                                    |  |  |                                             |                                             |                                             |                                             |                                             |                                             |  |  |                                    |                                    |                                    |                                    |                                    |                                    |  |  | Tần Cảnh công ?-577 TCN - 537 TCN            | Tần Cảnh công ?-577 TCN - 537 TCN            | Tần Cảnh công ?-577 TCN - 537 TCN            | Tần Cảnh công ?-577 TCN - 537 TCN            | Tần Cảnh công ?-577 TCN - 537 TCN            | Tần Cảnh công ?-577 TCN - 537 TCN            |  |  | Hậu tử Kiềm                              | Hậu tử Kiềm                              | Hậu tử Kiềm                              | Hậu tử Kiềm                              | Hậu tử Kiềm                              | Hậu tử Kiềm                              |  |  |                        |                        |                        |                        |                        |                        |  |  |                            |                            |                            |                            |                            |                            |  |  |                     |                     |                     |                     |                     |                     |  |  |                          |                          |                          |                          |                          |                          |  |  |  |  |  |  |  |  |  |  |  |  |  |  |  |  |  |  |  |  |
|                                |                                |                                |                                |                                |                                |  |  |                                                    |                                                    |                                                    |                                                    |                                                    |                                                    |  |  |                                             |                                             |                                             |                                             |                                             |                                             |  |  |                                    |                                    |                                    |                                    |                                    |                                    |  |  | Tần Cảnh công ?-577 TCN - 537 TCN            | Tần Cảnh công ?-577 TCN - 537 TCN            | Tần Cảnh công ?-577 TCN - 537 TCN            | Tần Cảnh công ?-577 TCN - 537 TCN            | Tần Cảnh công ?-577 TCN - 537 TCN            | Tần Cảnh công ?-577 TCN - 537 TCN            |  |  | Hậu tử Kiềm                              | Hậu tử Kiềm                              | Hậu tử Kiềm                              | Hậu tử Kiềm                              | Hậu tử Kiềm                              | Hậu tử Kiềm                              |  |  |                        |                        |                        |                        |                        |                        |  |  |                            |                            |                            |                            |                            |                            |  |  |                     |                     |                     |                     |                     |                     |  |  |                          |                          |                          |                          |                          |                          |  |  |  |  |  |  |  |  |  |  |  |  |  |  |  |  |  |  |  |  |
|                                |                                |                                |                                |                                |                                |  |  |                                                    |                                                    |                                                    |                                                    |                                                    |                                                    |  |  |                                             |                                             |                                             |                                             |                                             |                                             |  |  |                                    |                                    |                                    |                                    |                                    |                                    |  |  | Tần Ai công ?-537 TCN - 501 TCN              |                                              |                                              |                                              |                                              |                                              |  |  |                                          |                                          |                                          |                                          |                                          |                                          |  |  |                        |                        |                        |                        |                        |                        |  |  |                            |                            |                            |                            |                            |                            |  |  |                     |                     |                     |                     |                     |                     |  |  |                          |                          |                          |                          |                          |                          |  |  |  |  |  |  |  |  |  |  |  |  |  |  |  |  |  |  |  |  |
|                                |                                |                                |                                |                                |                                |  |  |                                                    |                                                    |                                                    |                                                    |                                                    |                                                    |  |  |                                             |                                             |                                             |                                             |                                             |                                             |  |  |                                    |                                    |                                    |                                    |                                    |                                    |  |  |                                              |                                              |                                              |                                              |                                              |                                              |  |  |                                          |                                          |                                          |                                          |                                          |                                          |  |  |                        |                        |                        |                        |                        |                        |  |  |                            |                            |                            |                            |                            |                            |  |  |                     |                     |                     |                     |                     |                     |  |  |                          |                          |                          |                          |                          |                          |  |  |  |  |  |  |  |  |  |  |  |  |  |  |  |  |  |  |  |  |
|                                |                                |                                |                                |                                |                                |  |  |                                                    |                                                    |                                                    |                                                    |                                                    |                                                    |  |  |                                             |                                             |                                             |                                             |                                             |                                             |  |  |                                    |                                    |                                    |                                    |                                    |                                    |  |  | Tần Di công                                  |                                              |                                              |                                              |                                              |                                              |  |  |                                          |                                          |                                          |                                          |                                          |                                          |  |  |                        |                        |                        |                        |                        |                        |  |  |                            |                            |                            |                            |                            |                            |  |  |                     |                     |                     |                     |                     |                     |  |  |                          |                          |                          |                          |                          |                          |  |  |  |  |  |  |  |  |  |  |  |  |  |  |  |  |  |  |  |  |
|                                |                                |                                |                                |                                |                                |  |  |                                                    |                                                    |                                                    |                                                    |                                                    |                                                    |  |  |                                             |                                             |                                             |                                             |                                             |                                             |  |  |                                    |                                    |                                    |                                    |                                    |                                    |  |  |                                              |                                              |                                              |                                              |                                              |                                              |  |  |                                          |                                          |                                          |                                          |                                          |                                          |  |  |                        |                        |                        |                        |                        |                        |  |  |                            |                            |                            |                            |                            |                            |  |  |                     |                     |                     |                     |                     |                     |  |  |                          |                          |                          |                          |                          |                          |  |  |  |  |  |  |  |  |  |  |  |  |  |  |  |  |  |  |  |  |
|                                |                                |                                |                                |                                |                                |  |  |                                                    |                                                    |                                                    |                                                    |                                                    |                                                    |  |  |                                             |                                             |                                             |                                             |                                             |                                             |  |  |                                    |                                    |                                    |                                    |                                    |                                    |  |  | Tần Huệ công ?-501 TCN - 492 TCN             |                                              |                                              |                                              |                                              |                                              |  |  |                                          |                                          |                                          |                                          |                                          |                                          |  |  |                        |                        |                        |                        |                        |                        |  |  |                            |                            |                            |                            |                            |                            |  |  |                     |                     |                     |                     |                     |                     |  |  |                          |                          |                          |                          |                          |                          |  |  |  |  |  |  |  |  |  |  |  |  |  |  |  |  |  |  |  |  |
|                                |                                |                                |                                |                                |                                |  |  |                                                    |                                                    |                                                    |                                                    |                                                    |                                                    |  |  |                                             |                                             |                                             |                                             |                                             |                                             |  |  |                                    |                                    |                                    |                                    |                                    |                                    |  |  |                                              |                                              |                                              |                                              |                                              |                                              |  |  |                                          |                                          |                                          |                                          |                                          |                                          |  |  |                        |                        |                        |                        |                        |                        |  |  |                            |                            |                            |                            |                            |                            |  |  |                     |                     |                     |                     |                     |                     |  |  |                          |                          |                          |                          |                          |                          |  |  |  |  |  |  |  |  |  |  |  |  |  |  |  |  |  |  |  |  |
|                                |                                |                                |                                |                                |                                |  |  |                                                    |                                                    |                                                    |                                                    |                                                    |                                                    |  |  |                                             |                                             |                                             |                                             |                                             |                                             |  |  |                                    |                                    |                                    |                                    |                                    |                                    |  |  | Tần Điệu công ?-492 TCN - 477 TCN            |                                              |                                              |                                              |                                              |                                              |  |  |                                          |                                          |                                          |                                          |                                          |                                          |  |  |                        |                        |                        |                        |                        |                        |  |  |                            |                            |                            |                            |                            |                            |  |  |                     |                     |                     |                     |                     |                     |  |  |                          |                          |                          |                          |                          |                          |  |  |  |  |  |  |  |  |  |  |  |  |  |  |  |  |  |  |  |  |
|                                |                                |                                |                                |                                |                                |  |  |                                                    |                                                    |                                                    |                                                    |                                                    |                                                    |  |  |                                             |                                             |                                             |                                             |                                             |                                             |  |  |                                    |                                    |                                    |                                    |                                    |                                    |  |  |                                              |                                              |                                              |                                              |                                              |                                              |  |  |                                          |                                          |                                          |                                          |                                          |                                          |  |  |                        |                        |                        |                        |                        |                        |  |  |                            |                            |                            |                            |                            |                            |  |  |                     |                     |                     |                     |                     |                     |  |  |                          |                          |                          |                          |                          |                          |  |  |  |  |  |  |  |  |  |  |  |  |  |  |  |  |  |  |  |  |
|                                |                                |                                |                                |                                |                                |  |  |                                                    |                                                    |                                                    |                                                    |                                                    |                                                    |  |  |                                             |                                             |                                             |                                             |                                             |                                             |  |  |                                    |                                    |                                    |                                    |                                    |                                    |  |  | Tần Lệ Cung công ?-477 TCN - 443 TCN         |                                              |                                              |                                              |                                              |                                              |  |  |                                          |                                          |                                          |                                          |                                          |                                          |  |  |                        |                        |                        |                        |                        |                        |  |  |                            |                            |                            |                            |                            |                            |  |  |                     |                     |                     |                     |                     |                     |  |  |                          |                          |                          |                          |                          |                          |  |  |  |  |  |  |  |  |  |  |  |  |  |  |  |  |  |  |  |  |
|                                |                                |                                |                                |                                |                                |  |  |                                                    |                                                    |                                                    |                                                    |                                                    |                                                    |  |  |                                             |                                             |                                             |                                             |                                             |                                             |  |  |                                    |                                    |                                    |                                    |                                    |                                    |  |  |                                              |                                              |                                              |                                              |                                              |                                              |  |  |                                          |                                          |                                          |                                          |                                          |                                          |  |  |                        |                        |                        |                        |                        |                        |  |  |                            |                            |                            |                            |                            |                            |  |  |                     |                     |                     |                     |                     |                     |  |  |                          |                          |                          |                          |                          |                          |  |  |  |  |  |  |  |  |  |  |  |  |  |  |  |  |  |  |  |  |
|                                |                                |                                |                                |                                |                                |  |  |                                                    |                                                    |                                                    |                                                    |                                                    |                                                    |  |  |                                             |                                             |                                             |                                             |                                             |                                             |  |  |                                    |                                    |                                    |                                    |                                    |                                    |  |  |                                              |                                              |                                              |                                              |                                              |                                              |  |  |                                          |                                          |                                          |                                          |                                          |                                          |  |  |                        |                        |                        |                        |                        |                        |  |  |                            |                            |                            |                            |                            |                            |  |  |                     |                     |                     |                     |                     |                     |  |  |                          |                          |                          |                          |                          |                          |  |  |  |  |  |  |  |  |  |  |  |  |  |  |  |  |  |  |  |  |
|                                |                                |                                |                                |                                |                                |  |  |                                                    |                                                    |                                                    |                                                    |                                                    |                                                    |  |  |                                             |                                             |                                             |                                             |                                             |                                             |  |  | Tần Tháo công ?-443 TCN - 429 TCN  | Tần Tháo công ?-443 TCN - 429 TCN  | Tần Tháo công ?-443 TCN - 429 TCN  | Tần Tháo công ?-443 TCN - 429 TCN  | Tần Tháo công ?-443 TCN - 429 TCN  | Tần Tháo công ?-443 TCN - 429 TCN  |  |  | Tần Hoài công ?-429 TCN - 425 TCN            | Tần Hoài công ?-429 TCN - 425 TCN            | Tần Hoài công ?-429 TCN - 425 TCN            | Tần Hoài công ?-429 TCN - 425 TCN            | Tần Hoài công ?-429 TCN - 425 TCN            | Tần Hoài công ?-429 TCN - 425 TCN            |  |  |                                          |                                          |                                          |                                          |                                          |                                          |  |  |                        |                        |                        |                        |                        |                        |  |  |                            |                            |                            |                            |                            |                            |  |  |                     |                     |                     |                     |                     |                     |  |  |                          |                          |                          |                          |                          |                          |  |  |  |  |  |  |  |  |  |  |  |  |  |  |  |  |  |  |  |  |
|                                |                                |                                |                                |                                |                                |  |  |                                                    |                                                    |                                                    |                                                    |                                                    |                                                    |  |  |                                             |                                             |                                             |                                             |                                             |                                             |  |  | Tần Tháo công ?-443 TCN - 429 TCN  | Tần Tháo công ?-443 TCN - 429 TCN  | Tần Tháo công ?-443 TCN - 429 TCN  | Tần Tháo công ?-443 TCN - 429 TCN  | Tần Tháo công ?-443 TCN - 429 TCN  | Tần Tháo công ?-443 TCN - 429 TCN  |  |  | Tần Hoài công ?-429 TCN - 425 TCN            | Tần Hoài công ?-429 TCN - 425 TCN            | Tần Hoài công ?-429 TCN - 425 TCN            | Tần Hoài công ?-429 TCN - 425 TCN            | Tần Hoài công ?-429 TCN - 425 TCN            | Tần Hoài công ?-429 TCN - 425 TCN            |  |  |                                          |                                          |                                          |                                          |                                          |                                          |  |  |                        |                        |                        |                        |                        |                        |  |  |                            |                            |                            |                            |                            |                            |  |  |                     |                     |                     |                     |                     |                     |  |  |                          |                          |                          |                          |                          |                          |  |  |  |  |  |  |  |  |  |  |  |  |  |  |  |  |  |  |  |  |
|                                |                                |                                |                                |                                |                                |  |  |                                                    |                                                    |                                                    |                                                    |                                                    |                                                    |  |  |                                             |                                             |                                             |                                             |                                             |                                             |  |  |                                    |                                    |                                    |                                    |                                    |                                    |  |  |                                              |                                              |                                              |                                              |                                              |                                              |  |  |                                          |                                          |                                          |                                          |                                          |                                          |  |  |                        |                        |                        |                        |                        |                        |  |  |                            |                            |                            |                            |                            |                            |  |  |                     |                     |                     |                     |                     |                     |  |  |                          |                          |                          |                          |                          |                          |  |  |  |  |  |  |  |  |  |  |  |  |  |  |  |  |  |  |  |  |
|                                |                                |                                |                                |                                |                                |  |  |                                                    |                                                    |                                                    |                                                    |                                                    |                                                    |  |  |                                             |                                             |                                             |                                             |                                             |                                             |  |  |                                    |                                    |                                    |                                    |                                    |                                    |  |  | Tần Chiêu tử                                 | Tần Chiêu tử                                 | Tần Chiêu tử                                 | Tần Chiêu tử                                 | Tần Chiêu tử                                 | Tần Chiêu tử                                 |  |  | Tần Giản công ?-415 TCN - 400 TCN        | Tần Giản công ?-415 TCN - 400 TCN        | Tần Giản công ?-415 TCN - 400 TCN        | Tần Giản công ?-415 TCN - 400 TCN        | Tần Giản công ?-415 TCN - 400 TCN        | Tần Giản công ?-415 TCN - 400 TCN        |  |  |                        |                        |                        |                        |                        |                        |  |  |                            |                            |                            |                            |                            |                            |  |  |                     |                     |                     |                     |                     |                     |  |  |                          |                          |                          |                          |                          |                          |  |  |  |  |  |  |  |  |  |  |  |  |  |  |  |  |  |  |  |  |
|                                |                                |                                |                                |                                |                                |  |  |                                                    |                                                    |                                                    |                                                    |                                                    |                                                    |  |  |                                             |                                             |                                             |                                             |                                             |                                             |  |  |                                    |                                    |                                    |                                    |                                    |                                    |  |  | Tần Chiêu tử                                 | Tần Chiêu tử                                 | Tần Chiêu tử                                 | Tần Chiêu tử                                 | Tần Chiêu tử                                 | Tần Chiêu tử                                 |  |  | Tần Giản công ?-415 TCN - 400 TCN        | Tần Giản công ?-415 TCN - 400 TCN        | Tần Giản công ?-415 TCN - 400 TCN        | Tần Giản công ?-415 TCN - 400 TCN        | Tần Giản công ?-415 TCN - 400 TCN        | Tần Giản công ?-415 TCN - 400 TCN        |  |  |                        |                        |                        |                        |                        |                        |  |  |                            |                            |                            |                            |                            |                            |  |  |                     |                     |                     |                     |                     |                     |  |  |                          |                          |                          |                          |                          |                          |  |  |  |  |  |  |  |  |  |  |  |  |  |  |  |  |  |  |  |  |
|                                |                                |                                |                                |                                |                                |  |  |                                                    |                                                    |                                                    |                                                    |                                                    |                                                    |  |  |                                             |                                             |                                             |                                             |                                             |                                             |  |  |                                    |                                    |                                    |                                    |                                    |                                    |  |  | Tần Linh công ?-425 TCN - 415 TCN            | Tần Linh công ?-425 TCN - 415 TCN            | Tần Linh công ?-425 TCN - 415 TCN            | Tần Linh công ?-425 TCN - 415 TCN            | Tần Linh công ?-425 TCN - 415 TCN            | Tần Linh công ?-425 TCN - 415 TCN            |  |  | Tần Huệ công ?-400 TCN - 387 TCN         | Tần Huệ công ?-400 TCN - 387 TCN         | Tần Huệ công ?-400 TCN - 387 TCN         | Tần Huệ công ?-400 TCN - 387 TCN         | Tần Huệ công ?-400 TCN - 387 TCN         | Tần Huệ công ?-400 TCN - 387 TCN         |  |  |                        |                        |                        |                        |                        |                        |  |  |                            |                            |                            |                            |                            |                            |  |  |                     |                     |                     |                     |                     |                     |  |  |                          |                          |                          |                          |                          |                          |  |  |  |  |  |  |  |  |  |  |  |  |  |  |  |  |  |  |  |  |
|                                |                                |                                |                                |                                |                                |  |  |                                                    |                                                    |                                                    |                                                    |                                                    |                                                    |  |  |                                             |                                             |                                             |                                             |                                             |                                             |  |  |                                    |                                    |                                    |                                    |                                    |                                    |  |  | Tần Linh công ?-425 TCN - 415 TCN            | Tần Linh công ?-425 TCN - 415 TCN            | Tần Linh công ?-425 TCN - 415 TCN            | Tần Linh công ?-425 TCN - 415 TCN            | Tần Linh công ?-425 TCN - 415 TCN            | Tần Linh công ?-425 TCN - 415 TCN            |  |  | Tần Huệ công ?-400 TCN - 387 TCN         | Tần Huệ công ?-400 TCN - 387 TCN         | Tần Huệ công ?-400 TCN - 387 TCN         | Tần Huệ công ?-400 TCN - 387 TCN         | Tần Huệ công ?-400 TCN - 387 TCN         | Tần Huệ công ?-400 TCN - 387 TCN         |  |  |                        |                        |                        |                        |                        |                        |  |  |                            |                            |                            |                            |                            |                            |  |  |                     |                     |                     |                     |                     |                     |  |  |                          |                          |                          |                          |                          |                          |  |  |  |  |  |  |  |  |  |  |  |  |  |  |  |  |  |  |  |  |
|                                |                                |                                |                                |                                |                                |  |  |                                                    |                                                    |                                                    |                                                    |                                                    |                                                    |  |  |                                             |                                             |                                             |                                             |                                             |                                             |  |  |                                    |                                    |                                    |                                    |                                    |                                    |  |  | Tần Hiến công 424-385 TCN - 362 TCN          | Tần Hiến công 424-385 TCN - 362 TCN          | Tần Hiến công 424-385 TCN - 362 TCN          | Tần Hiến công 424-385 TCN - 362 TCN          | Tần Hiến công 424-385 TCN - 362 TCN          | Tần Hiến công 424-385 TCN - 362 TCN          |  |  | Tần Xuất công 389 TCN -387 TCN - 385 TCN | Tần Xuất công 389 TCN -387 TCN - 385 TCN | Tần Xuất công 389 TCN -387 TCN - 385 TCN | Tần Xuất công 389 TCN -387 TCN - 385 TCN | Tần Xuất công 389 TCN -387 TCN - 385 TCN | Tần Xuất công 389 TCN -387 TCN - 385 TCN |  |  |                        |                        |                        |                        |                        |                        |  |  |                            |                            |                            |                            |                            |                            |  |  |                     |                     |                     |                     |                     |                     |  |  |                          |                          |                          |                          |                          |                          |  |  |  |  |  |  |  |  |  |  |  |  |  |  |  |  |  |  |  |  |
|                                |                                |                                |                                |                                |                                |  |  |                                                    |                                                    |                                                    |                                                    |                                                    |                                                    |  |  |                                             |                                             |                                             |                                             |                                             |                                             |  |  |                                    |                                    |                                    |                                    |                                    |                                    |  |  | Tần Hiến công 424-385 TCN - 362 TCN          | Tần Hiến công 424-385 TCN - 362 TCN          | Tần Hiến công 424-385 TCN - 362 TCN          | Tần Hiến công 424-385 TCN - 362 TCN          | Tần Hiến công 424-385 TCN - 362 TCN          | Tần Hiến công 424-385 TCN - 362 TCN          |  |  | Tần Xuất công 389 TCN -387 TCN - 385 TCN | Tần Xuất công 389 TCN -387 TCN - 385 TCN | Tần Xuất công 389 TCN -387 TCN - 385 TCN | Tần Xuất công 389 TCN -387 TCN - 385 TCN | Tần Xuất công 389 TCN -387 TCN - 385 TCN | Tần Xuất công 389 TCN -387 TCN - 385 TCN |  |  |                        |                        |                        |                        |                        |                        |  |  |                            |                            |                            |                            |                            |                            |  |  |                     |                     |                     |                     |                     |                     |  |  |                          |                          |                          |                          |                          |                          |  |  |  |  |  |  |  |  |  |  |  |  |  |  |  |  |  |  |  |  |
|                                |                                |                                |                                |                                |                                |  |  |                                                    |                                                    |                                                    |                                                    |                                                    |                                                    |  |  |                                             |                                             |                                             |                                             |                                             |                                             |  |  |                                    |                                    |                                    |                                    |                                    |                                    |  |  | Tần Hiếu công 382-362 TCN - 338 TCN          |                                              |                                              |                                              |                                              |                                              |  |  |                                          |                                          |                                          |                                          |                                          |                                          |  |  |                        |                        |                        |                        |                        |                        |  |  |                            |                            |                            |                            |                            |                            |  |  |                     |                     |                     |                     |                     |                     |  |  |                          |                          |                          |                          |                          |                          |  |  |  |  |  |  |  |  |  |  |  |  |  |  |  |  |  |  |  |  |
|                                |                                |                                |                                |                                |                                |  |  |                                                    |                                                    |                                                    |                                                    |                                                    |                                                    |  |  |                                             |                                             |                                             |                                             |                                             |                                             |  |  |                                    |                                    |                                    |                                    |                                    |                                    |  |  |                                              |                                              |                                              |                                              |                                              |                                              |  |  |                                          |                                          |                                          |                                          |                                          |                                          |  |  |                        |                        |                        |                        |                        |                        |  |  |                            |                            |                            |                            |                            |                            |  |  |                     |                     |                     |                     |                     |                     |  |  |                          |                          |                          |                          |                          |                          |  |  |  |  |  |  |  |  |  |  |  |  |  |  |  |  |  |  |  |  |
|                                |                                |                                |                                |                                |                                |  |  |                                                    |                                                    |                                                    |                                                    |                                                    |                                                    |  |  |                                             |                                             |                                             |                                             |                                             |                                             |  |  |                                    |                                    |                                    |                                    |                                    |                                    |  |  |                                              |                                              |                                              |                                              |                                              |                                              |  |  |                                          |                                          |                                          |                                          |                                          |                                          |  |  |                        |                        |                        |                        |                        |                        |  |  |                            |                            |                            |                            |                            |                            |  |  |                     |                     |                     |                     |                     |                     |  |  |                          |                          |                          |                          |                          |                          |  |  |  |  |  |  |  |  |  |  |  |  |  |  |  |  |  |  |  |  |
|                                |                                |                                |                                |                                |                                |  |  |                                                    |                                                    |                                                    |                                                    |                                                    |                                                    |  |  |                                             |                                             |                                             |                                             |                                             |                                             |  |  |                                    |                                    |                                    |                                    |                                    |                                    |  |  | Tần Huệ Văn vương 356 TCN -338 TCN - 311 TCN | Tần Huệ Văn vương 356 TCN -338 TCN - 311 TCN | Tần Huệ Văn vương 356 TCN -338 TCN - 311 TCN | Tần Huệ Văn vương 356 TCN -338 TCN - 311 TCN | Tần Huệ Văn vương 356 TCN -338 TCN - 311 TCN | Tần Huệ Văn vương 356 TCN -338 TCN - 311 TCN |  |  | Sư Lý Tử Nghiêm quân ?- 300 TCN          | Sư Lý Tử Nghiêm quân ?- 300 TCN          | Sư Lý Tử Nghiêm quân ?- 300 TCN          | Sư Lý Tử Nghiêm quân ?- 300 TCN          | Sư Lý Tử Nghiêm quân ?- 300 TCN          | Sư Lý Tử Nghiêm quân ?- 300 TCN          |  |  |                        |                        |                        |                        |                        |                        |  |  |                            |                            |                            |                            |                            |                            |  |  |                     |                     |                     |                     |                     |                     |  |  |                          |                          |                          |                          |                          |                          |  |  |  |  |  |  |  |  |  |  |  |  |  |  |  |  |  |  |  |  |
|                                |                                |                                |                                |                                |                                |  |  |                                                    |                                                    |                                                    |                                                    |                                                    |                                                    |  |  |                                             |                                             |                                             |                                             |                                             |                                             |  |  |                                    |                                    |                                    |                                    |                                    |                                    |  |  | Tần Huệ Văn vương 356 TCN -338 TCN - 311 TCN | Tần Huệ Văn vương 356 TCN -338 TCN - 311 TCN | Tần Huệ Văn vương 356 TCN -338 TCN - 311 TCN | Tần Huệ Văn vương 356 TCN -338 TCN - 311 TCN | Tần Huệ Văn vương 356 TCN -338 TCN - 311 TCN | Tần Huệ Văn vương 356 TCN -338 TCN - 311 TCN |  |  | Sư Lý Tử Nghiêm quân ?- 300 TCN          | Sư Lý Tử Nghiêm quân ?- 300 TCN          | Sư Lý Tử Nghiêm quân ?- 300 TCN          | Sư Lý Tử Nghiêm quân ?- 300 TCN          | Sư Lý Tử Nghiêm quân ?- 300 TCN          | Sư Lý Tử Nghiêm quân ?- 300 TCN          |  |  |                        |                        |                        |                        |                        |                        |  |  |                            |                            |                            |                            |                            |                            |  |  |                     |                     |                     |                     |                     |                     |  |  |                          |                          |                          |                          |                          |                          |  |  |  |  |  |  |  |  |  |  |  |  |  |  |  |  |  |  |  |  |
|                                |                                |                                |                                |                                |                                |  |  |                                                    |                                                    |                                                    |                                                    |                                                    |                                                    |  |  |                                             |                                             |                                             |                                             |                                             |                                             |  |  |                                    |                                    |                                    |                                    |                                    |                                    |  |  |                                              |                                              |                                              |                                              |                                              |                                              |  |  |                                          |                                          |                                          |                                          |                                          |                                          |  |  |                        |                        |                        |                        |                        |                        |  |  |                            |                            |                            |                            |                            |                            |  |  |                     |                     |                     |                     |                     |                     |  |  |                          |                          |                          |                          |                          |                          |  |  |  |  |  |  |  |  |  |  |  |  |  |  |  |  |  |  |  |  |
| Tần Vũ vương 329-311 TCN - 307 | Tần Vũ vương 329-311 TCN - 307 | Tần Vũ vương 329-311 TCN - 307 | Tần Vũ vương 329-311 TCN - 307 | Tần Vũ vương 329-311 TCN - 307 | Tần Vũ vương 329-311 TCN - 307 |  |  | Tần Chiêu Tương vương 325-307 TCN - 251 TCN        | Tần Chiêu Tương vương 325-307 TCN - 251 TCN        | Tần Chiêu Tương vương 325-307 TCN - 251 TCN        | Tần Chiêu Tương vương 325-307 TCN - 251 TCN        | Tần Chiêu Tương vương 325-307 TCN - 251 TCN        | Tần Chiêu Tương vương 325-307 TCN - 251 TCN        |  |  | Công tử Dao                                 | Công tử Dao                                 | Công tử Dao                                 | Công tử Dao                                 | Công tử Dao                                 | Công tử Dao                                 |  |  | Công tử Thông Thục hầu ? - 311 TCN | Công tử Thông Thục hầu ? - 311 TCN | Công tử Thông Thục hầu ? - 311 TCN | Công tử Thông Thục hầu ? - 311 TCN | Công tử Thông Thục hầu ? - 311 TCN | Công tử Thông Thục hầu ? - 311 TCN |  |  | Công tử Uẩn Thục hầu ?- 301 TCN              | Công tử Uẩn Thục hầu ?- 301 TCN              | Công tử Uẩn Thục hầu ?- 301 TCN              | Công tử Uẩn Thục hầu ?- 301 TCN              | Công tử Uẩn Thục hầu ?- 301 TCN              | Công tử Uẩn Thục hầu ?- 301 TCN              |  |  | Công tử Khôi Kính Dương quân ?- 266 TCN  | Công tử Khôi Kính Dương quân ?- 266 TCN  | Công tử Khôi Kính Dương quân ?- 266 TCN  | Công tử Khôi Kính Dương quân ?- 266 TCN  | Công tử Khôi Kính Dương quân ?- 266 TCN  | Công tử Khôi Kính Dương quân ?- 266 TCN  |  |  | Công Tử Phất Uyển quân | Công Tử Phất Uyển quân | Công Tử Phất Uyển quân | Công Tử Phất Uyển quân | Công Tử Phất Uyển quân | Công Tử Phất Uyển quân |  |  | Công tử Hiển Cao Lăng quân | Công tử Hiển Cao Lăng quân | Công tử Hiển Cao Lăng quân | Công tử Hiển Cao Lăng quân | Công tử Hiển Cao Lăng quân | Công tử Hiển Cao Lăng quân |  |  | Công tử Ung ? - 305 | Công tử Ung ? - 305 | Công tử Ung ? - 305 | Công tử Ung ? - 305 | Công tử Ung ? - 305 | Công tử Ung ? - 305 |  |  | Công tử Tráng ?- 305 TCN | Công tử Tráng ?- 305 TCN | Công tử Tráng ?- 305 TCN | Công tử Tráng ?- 305 TCN | Công tử Tráng ?- 305 TCN | Công tử Tráng ?- 305 TCN |  |  |  |  |  |  |  |  |  |  |  |  |  |  |  |  |  |  |  |  |
| Tần Vũ vương 329-311 TCN - 307 | Tần Vũ vương 329-311 TCN - 307 | Tần Vũ vương 329-311 TCN - 307 | Tần Vũ vương 329-311 TCN - 307 | Tần Vũ vương 329-311 TCN - 307 | Tần Vũ vương 329-311 TCN - 307 |  |  | Tần Chiêu Tương vương 325-307 TCN - 251 TCN        | Tần Chiêu Tương vương 325-307 TCN - 251 TCN        | Tần Chiêu Tương vương 325-307 TCN - 251 TCN        | Tần Chiêu Tương vương 325-307 TCN - 251 TCN        | Tần Chiêu Tương vương 325-307 TCN - 251 TCN        | Tần Chiêu Tương vương 325-307 TCN - 251 TCN        |  |  | Công tử Dao                                 | Công tử Dao                                 | Công tử Dao                                 | Công tử Dao                                 | Công tử Dao                                 | Công tử Dao                                 |  |  | Công tử Thông Thục hầu ? - 311 TCN | Công tử Thông Thục hầu ? - 311 TCN | Công tử Thông Thục hầu ? - 311 TCN | Công tử Thông Thục hầu ? - 311 TCN | Công tử Thông Thục hầu ? - 311 TCN | Công tử Thông Thục hầu ? - 311 TCN |  |  | Công tử Uẩn Thục hầu ?- 301 TCN              | Công tử Uẩn Thục hầu ?- 301 TCN              | Công tử Uẩn Thục hầu ?- 301 TCN              | Công tử Uẩn Thục hầu ?- 301 TCN              | Công tử Uẩn Thục hầu ?- 301 TCN              | Công tử Uẩn Thục hầu ?- 301 TCN              |  |  | Công tử Khôi Kính Dương quân ?- 266 TCN  | Công tử Khôi Kính Dương quân ?- 266 TCN  | Công tử Khôi Kính Dương quân ?- 266 TCN  | Công tử Khôi Kính Dương quân ?- 266 TCN  | Công tử Khôi Kính Dương quân ?- 266 TCN  | Công tử Khôi Kính Dương quân ?- 266 TCN  |  |  | Công Tử Phất Uyển quân | Công Tử Phất Uyển quân | Công Tử Phất Uyển quân | Công Tử Phất Uyển quân | Công Tử Phất Uyển quân | Công Tử Phất Uyển quân |  |  | Công tử Hiển Cao Lăng quân | Công tử Hiển Cao Lăng quân | Công tử Hiển Cao Lăng quân | Công tử Hiển Cao Lăng quân | Công tử Hiển Cao Lăng quân | Công tử Hiển Cao Lăng quân |  |  | Công tử Ung ? - 305 | Công tử Ung ? - 305 | Công tử Ung ? - 305 | Công tử Ung ? - 305 | Công tử Ung ? - 305 | Công tử Ung ? - 305 |  |  | Công tử Tráng ?- 305 TCN | Công tử Tráng ?- 305 TCN | Công tử Tráng ?- 305 TCN | Công tử Tráng ?- 305 TCN | Công tử Tráng ?- 305 TCN | Công tử Tráng ?- 305 TCN |  |  |  |  |  |  |  |  |  |  |  |  |  |  |  |  |  |  |  |  |
|                                |                                |                                |                                |                                |                                |  |  |                                                    |                                                    |                                                    |                                                    |                                                    |                                                    |  |  |                                             |                                             |                                             |                                             |                                             |                                             |  |  |                                    |                                    |                                    |                                    |                                    |                                    |  |  |                                              |                                              |                                              |                                              |                                              |                                              |  |  |                                          |                                          |                                          |                                          |                                          |                                          |  |  |                        |                        |                        |                        |                        |                        |  |  |                            |                            |                            |                            |                            |                            |  |  |                     |                     |                     |                     |                     |                     |  |  |                          |                          |                          |                          |                          |                          |  |  |  |  |  |  |  |  |  |  |  |  |  |  |  |  |  |  |  |  |
| Điệu thái tử ?-267             | Điệu thái tử ?-267             | Điệu thái tử ?-267             | Điệu thái tử ?-267             | Điệu thái tử ?-267             | Điệu thái tử ?-267             |  |  | Tần Hiếu Văn vương 303 TCN-251 TCN - 250 TCN       | Tần Hiếu Văn vương 303 TCN-251 TCN - 250 TCN       | Tần Hiếu Văn vương 303 TCN-251 TCN - 250 TCN       | Tần Hiếu Văn vương 303 TCN-251 TCN - 250 TCN       | Tần Hiếu Văn vương 303 TCN-251 TCN - 250 TCN       | Tần Hiếu Văn vương 303 TCN-251 TCN - 250 TCN       |  |  |                                             |                                             |                                             |                                             |                                             |                                             |  |  |                                    |                                    |                                    |                                    |                                    |                                    |  |  | Công tôn Oản Thục hầu ?- 285 TCN             | Công tôn Oản Thục hầu ?- 285 TCN             | Công tôn Oản Thục hầu ?- 285 TCN             | Công tôn Oản Thục hầu ?- 285 TCN             | Công tôn Oản Thục hầu ?- 285 TCN             | Công tôn Oản Thục hầu ?- 285 TCN             |  |  |                                          |                                          |                                          |                                          |                                          |                                          |  |  |                        |                        |                        |                        |                        |                        |  |  |                            |                            |                            |                            |                            |                            |  |  |                     |                     |                     |                     |                     |                     |  |  |                          |                          |                          |                          |                          |                          |  |  |  |  |  |  |  |  |  |  |  |  |  |  |  |  |  |  |  |  |
| Điệu thái tử ?-267             | Điệu thái tử ?-267             | Điệu thái tử ?-267             | Điệu thái tử ?-267             | Điệu thái tử ?-267             | Điệu thái tử ?-267             |  |  | Tần Hiếu Văn vương 303 TCN-251 TCN - 250 TCN       | Tần Hiếu Văn vương 303 TCN-251 TCN - 250 TCN       | Tần Hiếu Văn vương 303 TCN-251 TCN - 250 TCN       | Tần Hiếu Văn vương 303 TCN-251 TCN - 250 TCN       | Tần Hiếu Văn vương 303 TCN-251 TCN - 250 TCN       | Tần Hiếu Văn vương 303 TCN-251 TCN - 250 TCN       |  |  |                                             |                                             |                                             |                                             |                                             |                                             |  |  |                                    |                                    |                                    |                                    |                                    |                                    |  |  | Công tôn Oản Thục hầu ?- 285 TCN             | Công tôn Oản Thục hầu ?- 285 TCN             | Công tôn Oản Thục hầu ?- 285 TCN             | Công tôn Oản Thục hầu ?- 285 TCN             | Công tôn Oản Thục hầu ?- 285 TCN             | Công tôn Oản Thục hầu ?- 285 TCN             |  |  |                                          |                                          |                                          |                                          |                                          |                                          |  |  |                        |                        |                        |                        |                        |                        |  |  |                            |                            |                            |                            |                            |                            |  |  |                     |                     |                     |                     |                     |                     |  |  |                          |                          |                          |                          |                          |                          |  |  |  |  |  |  |  |  |  |  |  |  |  |  |  |  |  |  |  |  |
|                                |                                |                                |                                |                                |                                |  |  |                                                    |                                                    |                                                    |                                                    |                                                    |                                                    |  |  |                                             |                                             |                                             |                                             |                                             |                                             |  |  |                                    |                                    |                                    |                                    |                                    |                                    |  |  |                                              |                                              |                                              |                                              |                                              |                                              |  |  |                                          |                                          |                                          |                                          |                                          |                                          |  |  |                        |                        |                        |                        |                        |                        |  |  |                            |                            |                            |                            |                            |                            |  |  |                     |                     |                     |                     |                     |                     |  |  |                          |                          |                          |                          |                          |                          |  |  |  |  |  |  |  |  |  |  |  |  |  |  |  |  |  |  |  |  |
| Tử Hề                          | Tử Hề                          | Tử Hề                          | Tử Hề                          | Tử Hề                          | Tử Hề                          |  |  | Tần Trang Tương vương 281 TCN- 250 TCN - 247 TCN   | Tần Trang Tương vương 281 TCN- 250 TCN - 247 TCN   | Tần Trang Tương vương 281 TCN- 250 TCN - 247 TCN   | Tần Trang Tương vương 281 TCN- 250 TCN - 247 TCN   | Tần Trang Tương vương 281 TCN- 250 TCN - 247 TCN   | Tần Trang Tương vương 281 TCN- 250 TCN - 247 TCN   |  |  |                                             |                                             |                                             |                                             |                                             |                                             |  |  |                                    |                                    |                                    |                                    |                                    |                                    |  |  |                                              |                                              |                                              |                                              |                                              |                                              |  |  |                                          |                                          |                                          |                                          |                                          |                                          |  |  |                        |                        |                        |                        |                        |                        |  |  |                            |                            |                            |                            |                            |                            |  |  |                     |                     |                     |                     |                     |                     |  |  |                          |                          |                          |                          |                          |                          |  |  |  |  |  |  |  |  |  |  |  |  |  |  |  |  |  |  |  |  |
| Tử Hề                          | Tử Hề                          | Tử Hề                          | Tử Hề                          | Tử Hề                          | Tử Hề                          |  |  | Tần Trang Tương vương 281 TCN- 250 TCN - 247 TCN   | Tần Trang Tương vương 281 TCN- 250 TCN - 247 TCN   | Tần Trang Tương vương 281 TCN- 250 TCN - 247 TCN   | Tần Trang Tương vương 281 TCN- 250 TCN - 247 TCN   | Tần Trang Tương vương 281 TCN- 250 TCN - 247 TCN   | Tần Trang Tương vương 281 TCN- 250 TCN - 247 TCN   |  |  |                                             |                                             |                                             |                                             |                                             |                                             |  |  |                                    |                                    |                                    |                                    |                                    |                                    |  |  |                                              |                                              |                                              |                                              |                                              |                                              |  |  |                                          |                                          |                                          |                                          |                                          |                                          |  |  |                        |                        |                        |                        |                        |                        |  |  |                            |                            |                            |                            |                            |                            |  |  |                     |                     |                     |                     |                     |                     |  |  |                          |                          |                          |                          |                          |                          |  |  |  |  |  |  |  |  |  |  |  |  |  |  |  |  |  |  |  |  |
|                                |                                |                                |                                |                                |                                |  |  |                                                    |                                                    |                                                    |                                                    |                                                    |                                                    |  |  |                                             |                                             |                                             |                                             |                                             |                                             |  |  |                                    |                                    |                                    |                                    |                                    |                                    |  |  |                                              |                                              |                                              |                                              |                                              |                                              |  |  |                                          |                                          |                                          |                                          |                                          |                                          |  |  |                        |                        |                        |                        |                        |                        |  |  |                            |                            |                            |                            |                            |                            |  |  |                     |                     |                     |                     |                     |                     |  |  |                          |                          |                          |                          |                          |                          |  |  |  |  |  |  |  |  |  |  |  |  |  |  |  |  |  |  |  |  |
|                                |                                |                                |                                |                                |                                |  |  | Tần Thủy Hoàng 259 TCN-247 TCN - 221 TCN - 210 TCN | Tần Thủy Hoàng 259 TCN-247 TCN - 221 TCN - 210 TCN | Tần Thủy Hoàng 259 TCN-247 TCN - 221 TCN - 210 TCN | Tần Thủy Hoàng 259 TCN-247 TCN - 221 TCN - 210 TCN | Tần Thủy Hoàng 259 TCN-247 TCN - 221 TCN - 210 TCN | Tần Thủy Hoàng 259 TCN-247 TCN - 221 TCN - 210 TCN |  |  | Thành Kiểu Trường An quân 256 TCN?- 239 RXN | Thành Kiểu Trường An quân 256 TCN?- 239 RXN | Thành Kiểu Trường An quân 256 TCN?- 239 RXN | Thành Kiểu Trường An quân 256 TCN?- 239 RXN | Thành Kiểu Trường An quân 256 TCN?- 239 RXN | Thành Kiểu Trường An quân 256 TCN?- 239 RXN |  |  | Tần vương Tử Anh ?-207 TCN - 206   | Tần vương Tử Anh ?-207 TCN - 206   | Tần vương Tử Anh ?-207 TCN - 206   | Tần vương Tử Anh ?-207 TCN - 206   | Tần vương Tử Anh ?-207 TCN - 206   | Tần vương Tử Anh ?-207 TCN - 206   |  |  |                                              |                                              |                                              |                                              |                                              |                                              |  |  |                                          |                                          |                                          |                                          |                                          |                                          |  |  |                        |                        |                        |                        |                        |                        |  |  |                            |                            |                            |                            |                            |                            |  |  |                     |                     |                     |                     |                     |                     |  |  |                          |                          |                          |                          |                          |                          |  |  |  |  |  |  |  |  |  |  |  |  |  |  |  |  |  |  |  |  |
|                                |                                |                                |                                |                                |                                |  |  | Tần Thủy Hoàng 259 TCN-247 TCN - 221 TCN - 210 TCN | Tần Thủy Hoàng 259 TCN-247 TCN - 221 TCN - 210 TCN | Tần Thủy Hoàng 259 TCN-247 TCN - 221 TCN - 210 TCN | Tần Thủy Hoàng 259 TCN-247 TCN - 221 TCN - 210 TCN | Tần Thủy Hoàng 259 TCN-247 TCN - 221 TCN - 210 TCN | Tần Thủy Hoàng 259 TCN-247 TCN - 221 TCN - 210 TCN |  |  | Thành Kiểu Trường An quân 256 TCN?- 239 RXN | Thành Kiểu Trường An quân 256 TCN?- 239 RXN | Thành Kiểu Trường An quân 256 TCN?- 239 RXN | Thành Kiểu Trường An quân 256 TCN?- 239 RXN | Thành Kiểu Trường An quân 256 TCN?- 239 RXN | Thành Kiểu Trường An quân 256 TCN?- 239 RXN |  |  | Tần vương Tử Anh ?-207 TCN - 206   | Tần vương Tử Anh ?-207 TCN - 206   | Tần vương Tử Anh ?-207 TCN - 206   | Tần vương Tử Anh ?-207 TCN - 206   | Tần vương Tử Anh ?-207 TCN - 206   | Tần vương Tử Anh ?-207 TCN - 206   |  |  |                                              |                                              |                                              |                                              |                                              |                                              |  |  |                                          |                                          |                                          |                                          |                                          |                                          |  |  |                        |                        |                        |                        |                        |                        |  |  |                            |                            |                            |                            |                            |                            |  |  |                     |                     |                     |                     |                     |                     |  |  |                          |                          |                          |                          |                          |                          |  |  |  |  |  |  |  |  |  |  |  |  |  |  |  |  |  |  |  |  |
|                                |                                |                                |                                |                                |                                |  |  |                                                    |                                                    |                                                    |                                                    |                                                    |                                                    |  |  |                                             |                                             |                                             |                                             |                                             |                                             |  |  |                                    |                                    |                                    |                                    |                                    |                                    |  |  |                                              |                                              |                                              |                                              |                                              |                                              |  |  |                                          |                                          |                                          |                                          |                                          |                                          |  |  |                        |                        |                        |                        |                        |                        |  |  |                            |                            |                            |                            |                            |                            |  |  |                     |                     |                     |                     |                     |                     |  |  |                          |                          |                          |                          |                          |                          |  |  |  |  |  |  |  |  |  |  |  |  |  |  |  |  |  |  |  |  |
|                                |                                |                                |                                |                                |                                |  |  | Phù Tô ? - 210 TCN                                 | Phù Tô ? - 210 TCN                                 | Phù Tô ? - 210 TCN                                 | Phù Tô ? - 210 TCN                                 | Phù Tô ? - 210 TCN                                 | Phù Tô ? - 210 TCN                                 |  |  | Công tử Tương Lư ?-209 TCN                  | Công tử Tương Lư ?-209 TCN                  | Công tử Tương Lư ?-209 TCN                  | Công tử Tương Lư ?-209 TCN                  | Công tử Tương Lư ?-209 TCN                  | Công tử Tương Lư ?-209 TCN                  |  |  | Công tử Cao ? - 209 TCN            | Công tử Cao ? - 209 TCN            | Công tử Cao ? - 209 TCN            | Công tử Cao ? - 209 TCN            | Công tử Cao ? - 209 TCN            | Công tử Cao ? - 209 TCN            |  |  | Tần Nhị Thế 230 TCN -210 TCN - 207 TCN       | Tần Nhị Thế 230 TCN -210 TCN - 207 TCN       | Tần Nhị Thế 230 TCN -210 TCN - 207 TCN       | Tần Nhị Thế 230 TCN -210 TCN - 207 TCN       | Tần Nhị Thế 230 TCN -210 TCN - 207 TCN       | Tần Nhị Thế 230 TCN -210 TCN - 207 TCN       |  |  |                                          |                                          |                                          |                                          |                                          |                                          |  |  |                        |                        |                        |                        |                        |                        |  |  |                            |                            |                            |                            |                            |                            |  |  |                     |                     |                     |                     |                     |                     |  |  |                          |                          |                          |                          |                          |                          |  |  |  |  |  |  |  |  |  |  |  |  |  |  |  |  |  |  |  |  |